# Уильямс, Серена
Сере́на Джаме́ка Уи́льямс (англ. Serena Jameka Williams, род. 26 сентября 1981, Сагино, штат Мичиган) — американская профессиональная теннисистка, младшая сестра Винус Уильямс.
Серена Уильямс родилась в Мичигане в семье Ричарда Уильямса и Орасин Прайс и росла в Калифорнии и Флориде. С раннего детства отец готовил Серену и её старшую сестру Винус к карьере в профессиональном теннисе, и в итоге обе сестры по очереди стали первыми ракетками мира. Серене также принадлежат два рекорда, связанные с этим званием: между двумя первыми периодами её пребывания на первой строчке рейтинга WTA в одиночном разряде прошёл самый долгий промежуток времени, а позже она стала самой возрастной теннисисткой из когда-либо возглавлявших этот рейтинг. Серена Уильямс — четырёхкратная олимпийская чемпионка в одиночном и женском парном разрядах и обладатель некалендарного Большого шлема в одиночном и парном разрядах, а также единственная как среди мужчин, так и среди женщин обладательница карьерного «Золотого шлема» (включающего победы во всех четырёх турнирах Большого шлема и на Олимпийских играх) в одиночном и парном разрядах. В общей сложности на её счету 38 побед в турнирах Большого шлема, а по количеству титулов на этих турнирах в одиночном разряде (23) она занимает второе место в истории женского тенниса и уступает только Маргарет Смит-Корт (24).
Серена Уильямс также является пятикратной победительницей итогового чемпионата WTA и рекордсменкой женского профессионального тура по сумме заработанных призовых денег. За пределами корта Уильямс успешно занимается бизнесом, зарабатывая на рекламных контрактах в среднем 12 миллионов долларов в год и владея собственной фирмой по производству спортивной одежды Aneres Designs. Уильямс активно участвует в благотворительных проектах: на её деньги построены несколько школ в Африке, а в США выплачиваются стипендии студентам колледжей.

## Детство и семья, личная жизнь
Серена Уильямс — вторая и младшая общая дочь Ричарда Уильямса и Орасин Прайс. У Орасин были три дочери от первого брака — Етунда, Иша и Линдрея, дети от первой жены, Бетти, были и у Ричарда, но они, в отличие от дочерей Орасин, в его второй семье не жили. Первым общим ребёнком Ричарда и Орасин стала Винус — в будущем, как и Серена, первая ракетка мира, вместе с ней неоднократно выигрывавшая турниры Большого шлема и Олимпийские игры). В раннем детстве Серена переехала с семьёй в Комптон (Калифорния), где начала играть в теннис, а в девять лет — в Уэст-Палм-Бич (Флорида).
По воспоминаниям Серены, семья жила в это время небогато: мать работала медсестрой, а у отца была собственная небольшая охранная фирма (сам Ричард Уильямс пишет, что охранный бизнес позволил ему к началу 80-х годов отложить на банковский счёт больше 800 тысяч долларов, и бедной он свою семью считать не может). Серена, которую в семье звали «Мика» (Meeka — ласкательно-уменьшительное имя, образованное от её второго имени Jameka), и её четыре сестры жили в одной комнате, где было две двухъярусных кровати. В результате Серена, как младшая из девочек, проводила каждую ночь в постели с одной из старших сестёр, впрочем, рассматривая это не как неудобство, а как возможность эмоциональной близости с сёстрами. Тем не менее, по воспоминаниям Серены, до определённого возраста у неё был менталитет «принцессы» — ей, как младшей, прощались любые проделки и вся семья её всячески баловала. Сама она особенно любила самую старшую сестру, Етунду, и Винус, с раннего детства бывшую для неё образцом для подражания.
В детстве вся семья Серены Уильямс была достаточно религиозной: в начале 1980-х Орасин стала свидетелем Иеговы и привила эту же веру дочерям, все они по три раза в неделю посещали местные Залы Царства, как в Калифорнии, так и позже во Флориде. Несмотря на религиозность, родители Серены — Ричард и Орасин — развелись в 1999 году (хотя Серена не упоминает об этом в автобиографии, Джон Дж. Салливан из New York Times указывает, что Ричард бил жену и сломал ей несколько рёбер). В 2009 году Ричард Уильямс начал встречаться с Лакейшей Грэм, которой в это время было 29 лет — всего на год больше, чем Винус, и на два больше, чем Серене. Позже он женился на Лакейше, и она родила ему сына Дилана.
Серена долгое время не выходила замуж, хотя в её жизни были периоды романтических отношений с мужчинами. Светская хроника, в частности, связывала её имя с болгарским теннисистом Григором Димитровым, в дальнейшем встречавшимся с Марией Шараповой. Это стало причиной напряжённости между Сереной, заявившей, что Шарапова связалась с «мужчиной с чёрным сердцем», и Марией, в свою очередь обвинившей Уильямс в разводе её тренера Патрика Муратоглу, с которым Серену в прошлом связывали не только профессиональные отношения. Среди признанных и предположительных любовников Уильямс были также кинорежиссёр Бретт Ратнер, игроки «Тампа Бэй Баккэнирс» Кишон Джонсон и «Вашингтон Редскинз» Лавар Аррингтон, рэперы Коммон и Дрейк, но в 2012 году спортсменка объявила, что больше ни с кем не встречается.

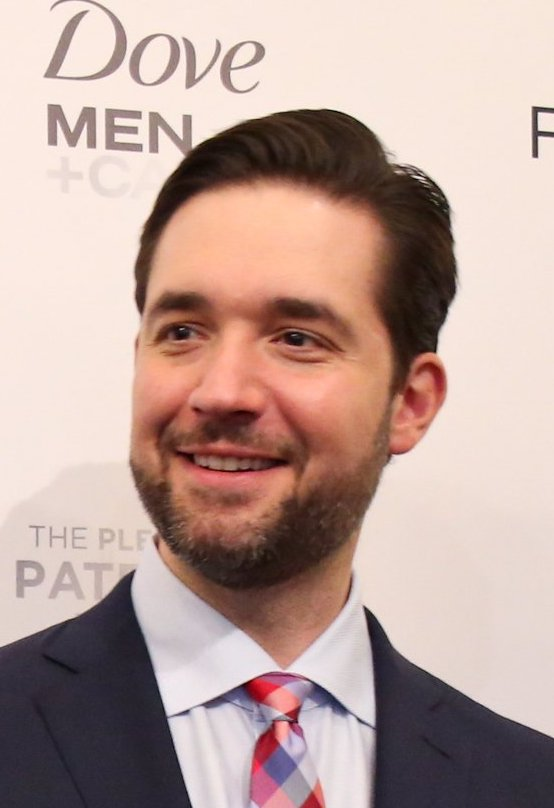
Муж Серены Уильямс — Алексис Оганян.

16 ноября 2017 года Серена Уильямс вышла замуж за соучредителя Reddit Алексиса Оганяна. 1 сентября 2017 года (ещё до свадьбы) у пары родилась дочь Олимпия (полное имя — Алексис Олимпия Оганян младшая). Роды прошли путём кесарева сечения и сопровождались осложнениями. В августе 2023 года Серена родила вторую дочь, получившую имя Адира Ривер.
Серена продолжала исповедовать взгляды свидетелей Иеговы уже во взрослом возрасте, формально долгое время не становясь их членом. В то же время СМИ упоминали о нарушениях ею заповедей данной религии, включая зачатие дочери вне брака и феминистскую гражданскую позицию. Позже, 8 января 2023 года, Уильямс официально крестилась как свидетель Иеговы.

## Спортивная карьера

### Начало карьеры (1985—1998)
Ричард Уильямс пытался тренировать всех своих дочерей. Если Етунда оказалась мало приспособленной для спорта, то у Иши были хорошие задатки, реализовать которые помешала больная спина, а Линдрея сумела пробиться в сборную колледжа. Но главный успех пришёл к двум младшим дочерям Уильямса.
В автобиографии Серены Уильямс приводится семейная легенда, согласно которой теннисная карьера Винус и её собственная планировались ещё до их рождения. Однажды Ричард Уильямс случайно услышал, что победительница Открытого чемпионата Франции Вирджиния Рузичи получила за победу в турнире сорок тысяч долларов — больше, чем он зарабатывал за весь год. После этого он сказал жене: «Мы должны родить ещё двоих детей и сделать из них теннисных звёзд». С этого момента они с Орасин начали интенсивно осваивать теннисную технику, чтобы в будущем иметь возможность передать навыки детям. В марте 1983 года, когда Винус было меньше трёх лет, а Серене полтора, Ричард перевёз семью из благополучного Лонг-Бича, где выплачивал по ипотечной ссуде за огромный дом более тысячи долларов ежемесячно, в трущобы Комптона (округ Лос-Анджелес). Одной из причин был факт, что месячная выплата за дом в Комптоне была почти в десять раз меньше, что оставляло больше денег на тренировки, но главным фактором было убеждение Ричарда, что только в негритянских гетто вырастают настоящие бойцы, которыми он хотел видеть своих детей.
Серена начала играть в теннис в трёхлетнем возрасте, когда её семья уже жила в Комптоне, вслед за Винус, которая была старше на 15 месяцев. В автобиографии она пишет, что отец дал ей в руки ракетку стандартных размеров (на детские ракетки денег не было) и начал набрасывать ей через сетку мячи, пока она не начала по ним попадать. В дальнейшем Серена стала регулярно участвовать в семейных тренировках. Тренировки проходили на публичных кортах, которые, как вспоминает Ричард Уильямс, ставший первым тренером своих дочерей, были в отвратительном состоянии — с гнилыми и рваными сетками, которые потом были заменены стальными. Даже и за такие корты ему пришлось выдержать сражение с местными наркоторговцами, облюбовавшими этот район для своего бизнеса. Постепенно тренировки Винус и Серены становились интенсивнее, пока не стали проходить ежедневно, включая выходные, по три-четыре часа, а иногда и по два раза в день — рано утром перед школой, и после школы до темноты.
Ричард Уильямс с самого начала стремился, чтобы его дочери учились у лучших мастеров. Серена вспоминает, что когда ей было семь, отец сумел организовать им с Винус персональную тренировку с ведущими чернокожими теннисистками того времени — Зиной Гаррисон и Лори Макнил, а в другой раз записал их на турнир «Молодость против опыта», где Винус смогла сыграть против чемпионки Австралии 1938 года Додо Чени.
Как вспоминают и сама Серена, и её старшая сестра, в детстве внешняя разница между ними была разительной. Если Винус «всегда была Винус» — высокой, мощной, агрессивной на корте — то Серена была маленькой и худой, но изо всех сил старалась не отставать в спортивной форме. В восемь лет она самостоятельно, без ведома отца, записалась на участие в детском турнире, в котором участвовала Винус. В турнире участвовали девочки в возрасте до десяти лет, и Серена была едва ли не самой младшей среди игроков, но тем не менее сумела дойти до финала, где безоговорочно проиграла Винус. Хотя, как признаёт Серена в автобиографии, она объективно на тот момент играла хуже сестры, её огорчение от поражения было столь велико, что Винус предложила ей поменяться призами, сказав, что ей всегда больше нравилось серебро, чем золото. Уильямс-младшая до сих пор хранит выменянный у сестры кубок на своём прикроватном столике. В дальнейшем отец, чтобы дочери не пересекались друг с другом в официальных соревнованиях, записывал Винус в возрастную группу до 12 лет, а Серену — на одну возрастную категорию младше. Когда Винус было 10, а Серене 9 лет, Ричард разослал письма в ведущие теннисные школы США, приглашая тренеров приехать и посмотреть на его дочерей. Единственным, кто откликнулся на предложение, был Рик Маччи — руководитель теннисной академии из Флориды. Маччи впечатлился достаточно, чтобы согласиться обучать девочек бесплатно, и Уильямсы перебрались во Флориду.
В 1991 году Серена занимала первую строчку в национальном рейтинге среди девочек в возрасте до 10 лет с балансом побед и поражений 46-3, но после этого в юниорских соревнованиях не участвовала вплоть до начала профессиональной карьеры. Ричард прекратил участие дочерей в молодёжных турнирах, поскольку опасался развития у них звёздной болезни и в то же время не хотел слишком ранней профессионализации, из-за которой девочки были бы лишены обычного детства (решение было согласовано с Риком Маччи, у которого в это время занимались Винус и Серена). Этот же подход «в первую очередь — семья» он исповедовал и в дальнейшем, когда Винус и Серена были препоручены заботам тренера Дэйва Райнеберга, работавшего с ними в 90-е годы: если Ричарду казалось, что его дочери перетруждают себя, он устраивал перерыв в тренировках на день, а иной раз и на неделю. При этом, однако, в другое время он вёл себя максимально жёстко в ходе тренировок: Райнеберг вспоминал, что когда Ричард исполнял функции лайнсмена в тренировочных матчах Серены, он нарочно подсуживал её сопернице, чтобы «закалить» дочь, и подчас такие тренировки заканчивались истериками со швырянием ракетки.
Свой первый матч в профессиональном турнире Уильямс-младшая провела в 14 лет, в ноябре 1995 года в Квебеке. В отличие от Винус, в своём дебютном турнире за год до этого не только прошедшей во второй круг, но и едва не победившей в нём вторую ракетку мира Аранчу Санчес Викарио, для Серены первая игра на профессиональном уровне окончилась разгромом, что показало, что она ещё не готова к таким соревнованиям. Однако этот единственный матч обеспечил ей возможность в следующие два года и дальше выступать в профессиональных турнирах, поскольку с 1996 года вступали в силу новые возрастные ограничения, по которым участие в профессиональном туре становилось возможно лишь с 16 лет. Теперь же Серена могла продолжать тренироваться и ждать своего времени. После поражения в Квебеке она не выступала больше года, продолжая усиленно тренироваться у Райнеберга, на занятиях которого к ней с сестрой присоединилась бывшая теннисистка из первой десятки рейтинга Кэти Риналди-Станкел. Наконец, Серена вновь присоединилась к профессиональному WTA-туру в 1997 году, и уже в марте её отец сделал громкое заявление для прессы, предсказав, что она будет более опасной соперницей для других теннисисток, чем её старшая сестра, поскольку она более агрессивна и более универсальна. Серена стала быстро продвигаться вверх в теннисной иерархии. Уже к концу своего первого сезона она проделала путь в рейтинге от 453-го до 99-го места. На турнире WTA в Чикаго занимавшая 304-е место в рейтинге Серена вышла в полуфинал после побед над двумя соперницами из первой мировой десятки — Мэри Пирс и Моникой Селеш. Эти победы сделали её обладательницей самого низкого места в рейтинге в истории, которой удалось обыграть двух соперниц из топ-10 на одном турнире (этот рекорд был побит через 12 лет возвращавшейся в профессиональный теннис Ким Клейстерс).
В начале 1998 года Серена одержала ещё несколько побед над сильными соперницами, в том числе над одной из ведущих теннисисток мира Линдсей Дэвенпорт на турнире в Сиднее, хотя вскоре после этого и уступила старшей сестре во втором круге своего первого турнира Большого шлема — Открытого чемпионата Австралии. Эти результаты чрезвычайно повысили её самооценку, и она объявила, что способна играть в мужском профессиональном туре и обыгрывать соперников ниже 200-го номера в рейтинге. Её вызов принял 30-летний германский теннисист Карстен Браш — 226-я ракетка мира. Браш разгромил младшую Уильямс в товарищеском матче из одного сета со счётом 6:1, покуривая сигареты в перерывах между геймами; Дэйв Райнеберг упоминает, что утром перед матчем Браш также успел сыграть партию в гольф и выпить несколько кружек пива. Разгром не смутил сестёр Уильямс, оставшихся при мнении, что им по плечу соревноваться с мужчинами-профессионалами. В определённом смысле это заявление оказалось верным: за остаток сезона Серена выиграла два турнира Большого шлема в смешанном парном разряде — Уимблдонский турнир и Открытый чемпионат США, оба с белорусским спортсменом Максимом Мирным, а остальные два турнира Большого шлема в этом сезоне выиграли Винус и Джастин Гимелстоб. В паре с Винус Серена завоевала также первые в карьере титулы в турнирах WTA — таким образом они стали третьей в истории парой сестёр, выигрывавших турниры на этом уровне. Хотя успехи Серены в одиночном разряде не могли сравниться с её достижениями в парах, она установила новый рекорд, обыграв свою пятую соперницу из первой десятки рейтинга уже в своём шестнадцатом матче на профессиональном уровне (предыдущий рекорд принадлежал Линдсей Дэвенпорт, добившейся этого показателя к своему 33-му матчу), и в июне вошла в число 20 лучших теннисисток мира. По итогам сезона она была признана «новичком года» как Женской теннисной ассоциацией, так и журналом Tennis.

### Первое восхождение на вершину (1999—2003)
В первой половине 1999 года 17-летняя Серена выиграла с Винус Открытый чемпионат Франции в женском парном разряде, завоевав уже третий за карьеру титул в турнирах Большого шлема. В августе на Открытом чемпионате США она была посеяна под седьмым номером, но по ходу турнира переиграла в четвертьфинале Монику Селеш, в полуфинале действующую чемпионку Линдсей Дэвенпорт и в финале — недавно возглавившую рейтинг WTA Мартину Хингис, став чемпионкой. Таким образом, по пути к победе Серена обыграла трёх из четырёх сильнейших теннисисток мира — за исключением собственной старшей сестры Винус, занимавшей в рейтинге третье место. Её имя стало третьим в коротком списке чернокожих теннисистов, выигрывавших турниры Большого шлема в одиночном разряде (после Алтеи Гибсон и Артура Эша). Винус присоединится к младшей сестре в этом списке только в следующем году на Уимблдонском турнире. Триумф на Открытом чемпионате США стал не единственным успехом Серены в одиночном разряде за год — всего она одержала пять побед, в частности победив на престижном турнире в Индиан-Уэллс Штеффи Граф, которая до этого выиграла двадцать финалов подряд. Уильямс-младшая завершила индивидуальный сезон выигрышем Кубка Большого шлема — турнира теннисистов, показавших лучшие результаты в турнирах Большого шлема данного года. Серена, победившая Винус в финале, стала второй после старшей сестры (прошлогодней победительницы) и последней обладательницей этого трофея среди женщин — на следующий год Кубок Большого шлема был объединён с итоговыми турнирами туров АТР и WTA. К успехам в одиночном и парном разрядах Серена добавила в конце сезона также командный титул — сборная США при её участии завоевала Кубок Федерации, главный командный трофей женского тенниса.
В 2000 году Серена продолжала оставаться одной из ведущих теннисисток мира, пять раз сыграв в финалах турниров в одиночном разряде и выиграв три из них. Этого результата она добилась несмотря на пропущенный почти полностью из-за травмы колена грунтовый сезон, включая Открытый чемпионат Франции. Позже она получила травму левой ступни, заставившую её сдать финал престижного турнира в Монреале Мартине Хингис и пропустить Итоговый чемпионат WTA в конце года. Прошлогодний успех на Открытом чемпионате США ей повторить не удалось — лучшим результатом в турнирах Большого шлема в одиночном разряде стал выход в полуфинал на Уимблдоне, где она проиграла Винус (после этого матча в прессе начали появляться намёки на то, что его результат был определён заранее Ричардом Уильямсом — отцом и тренером обеих участниц). В паре с сестрой Серена победила сначала на Уимблдоне, а затем и на Олимпийских играх в Сиднее, но, несмотря на это, закончила год только на 54-м месте в рейтинге в парном разряде (и на шестом в одиночном).
В начале 2001 года в спортивной карьере сестёр Уильямс произошло событие, последствия которого ощущались и десять лет спустя. На турнире в Индиан-Уэллс Серена, как и в прошлом году на Уимблдоне, встречалась с Винус в полуфинале. Незадолго до начала игры Винус снялась с соревнований, ссылаясь на плохое самочувствие (по воспоминаниям Серены, её сестра пыталась это сделать на протяжении всего времени после изматывающего четвертьфинала против Елены Дементьевой, но администрация турнира по непонятной причине тянула с отменой до последнего и так впоследствии и не признала свою ошибку). Публика, собравшаяся на трибунах в ожидании «редкого зрелища», встретила сообщение об отмене матча свистом и улюлюканьем, а два дня спустя, когда Серена играла в финале против бельгийки Ким Клейстерс, освистывала её на протяжении всего матча. Свистом и расистскими репликами было встречено и появление рядом с кортом Винус и Ричарда Уильямса. Тогда отец Серены повернулся к крикунам на трибунах и повторил известный как «Власть чёрным» (Black Power) демонстративный жест Томми Смита и Джона Карлоса с Олимпийских игр в 1968 году, подняв вверх сжатую в кулак руку. После турнира он утверждал, что один из болельщиков грозился «содрать с него шкуру», и называл случившееся «худшим проявлением расизма с тех пор, как убили Мартина Лютера Кинга». После этого инцидента сёстры Уильямс отказались выступать в Индиан-Уэллс, продолжая бойкотировать турнир на протяжении всей дальнейшей карьеры, несмотря на попытки примирения со стороны его директора Чарли Пасарелла (Серена впервые согласилась участвовать в нём только через 14 лет, в 2015 году). Инцидент 2001 года остаётся пятном на репутации в целом уважаемого турнира и служит основанием для утверждений о сохраняющейся в теннисе расовой дискриминации; противники этой точки зрения обвиняют Ричарда Уильямса в намеренном раздувании расового вопроса ещё в предшествующие годы с целью воспитать у дочерей «ощущение осады».
С точки зрения спортивных результатов сезон 2001 года был похож на предыдущий — как и в 2000 году, Серена окончила его на шестом месте в рейтинге после того, как выиграла три турнира в одиночном разряде, первым из которых стал турнир в Индиан-Уэллс, а последним — Итоговый турнир WTA. На завершающем соревновании года посеянная седьмой из 16 участниц Серена обыграла в четвертьфинале сеяную четвёртой Жюстин Энен, а в финале должна была встретиться со второй ракеткой мира Дэвенпорт, но та, получив травму колена, даже не вышла на корт. Помимо этих побед, на счету Серены был также выход во второй за карьеру финал Открытого чемпионата США, но там на её пути, как и за год до этого на Уимблдоне, вновь стала старшая сестра. Это был первый финал турнира такого уровня, разыгранный между сёстрами, с 1884 года, когда в финале Уимблдонского турнира сошлись Мод Уотсон и её сестра Лилиан. К трём титулам в одиночном разряде Серена присовокупила один в женских парах, выиграв с Винус Открытый чемпионат Австралии. Таким образом, уже к 20 годам она стала обладательницей карьерного «Золотого шлема» в женских парах, выиграв в разные сезоны все четыре турнира Большого шлема (Открытые чемпионаты Франции и США в 1999 году, Уимблдон в 2000 и Открытый чемпионат Австралии в 2001 году) и Олимпийские игры.

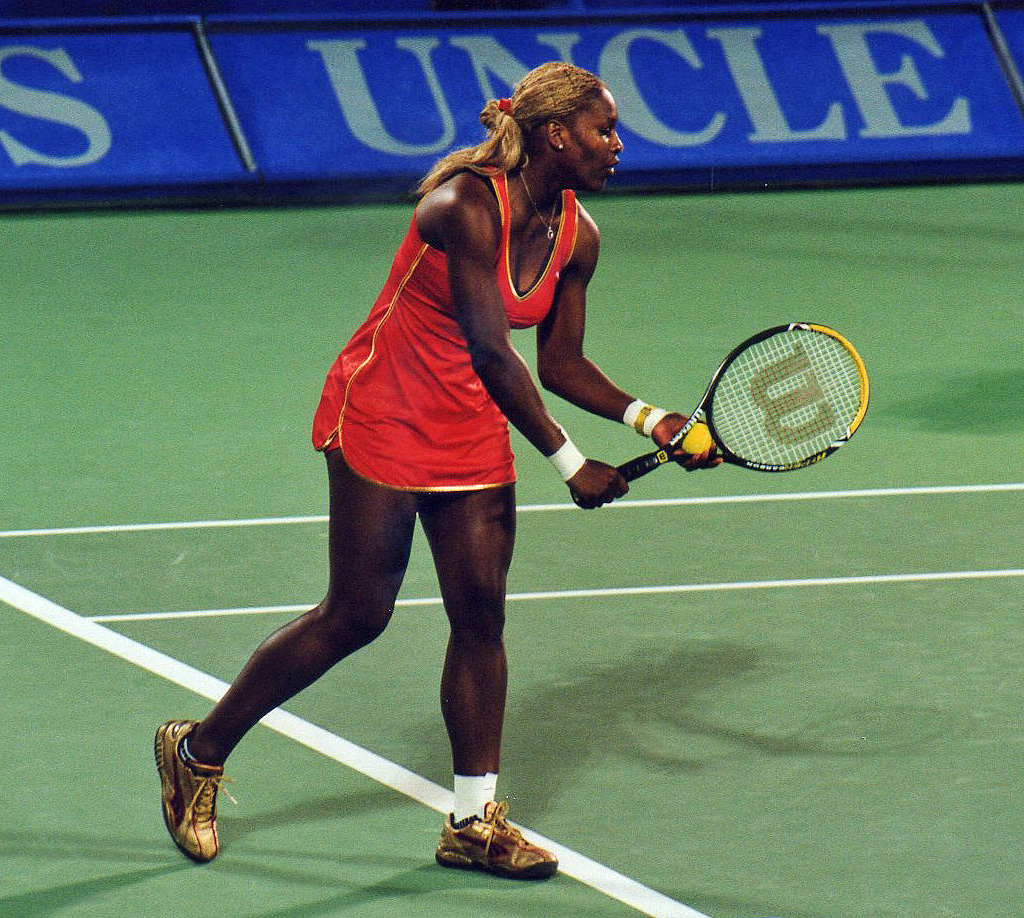
Серена Уильямс на турнире в Сиднее, январь 2002 года

В конце 2001 года в жизни Серены произошло ещё одно важное событие — оборвался её роман с профессиональным футболистом, которого она в автобиографии называет не иначе, как «Такой-то и такой-то» (англ. So-and-So; по всей видимости, речь идёт об игроке «Вашингтон Редскинз» Лаваре Аррингтоне). Серена вспоминает, что сразу после того, как «Такой-то и такой-то» перенёс тяжёлую болезнь, в ходе которой она находилась при нём практически неотлучно, он перестал ей звонить и отвечать на её звонки. Для влюблённой 19-летней девушки это было тяжёлым ударом, но зато после этого у неё проснулась спортивная злость и желание показать бывшему любовнику, как много он потерял. Хотя 2002 год Серена начала с травмы правой щиколотки, заставившей её сойти с дистанции на турнире в Сиднее и пропустить Открытый чемпионат Австралии, продолжение сезона стало для Уильямс-младшей триумфальным. Она на пике формы подошла к Открытому чемпионату Франции после побед в трёх турнирах, из которых два — в Майами и Риме — относились к высшей категории турниров WTA. В Париже она победила Винус в финале и 10 июня они записали на своё имя ещё одно уникальное достижение, став первыми в истории профессиональных рейтингов сёстрами, занимающими одновременно первые две строчки в мировой табели о рангах. На этот момент Винус ещё возглавляла рейтинг, но сёстры поменялись местами после Уимблдонского турнира, где Серена снова оказалась сильней в финале. История повторилась в третий раз за год на Открытом чемпионате США, где младшая сестра выступала уже в ранге первой ракетки мира. Всего за год Серена победила на восьми турнирах, в том числе на трёх турнирах Большого шлема, и дважды проиграла в финалах — в том числе в чемпионате WTA, где уступила Ким Клейстерс. В парном разряде Серена выиграла два турнира, в том числе на Уимблдоне — пятый совместный с Винус турнир Большого шлема.
2003 год продолжил победную серию Серены на турнирах Большого шлема. Выиграв Открытый чемпионат Австралии после четвёртой подряд победы в финале над старшей сестрой (первый раз в истории, когда две теннисистки сходились во всех четырёх финалах подряд), она присоединилась к избранной компании теннисисток, носивших одновременно чемпионские титулы на всех четырёх турнирах Большого шлема. До неё этого успеха добивались Морин Коннолли, Маргарет Смит-Корт и Штеффи Граф (выигрывавшие календарный Большой шлем), а также Мартина Навратилова, бывшая, как и Серена, обладательницей «неклассического» Большого шлема. В прессе её успех называли «Шлемом Серены», но сама она, памятуя о причинах, называет его в автобиографии «Шлемом Такого-то». Вместе с Винус она выиграла Открытый чемпионат Австралии и в парном разряде — их шестой совместный титул в турнирах Большого шлема. В дальнейшем Серена выступала не столь ровно: она выиграла Уимблдон, но оступилась уже в полуфинале Открытого чемпионата Франции, а на турнире в Чарльстоне проиграла в финале Жюстин Энен-Арденн. Накопившиеся травмы и усталость привели к тому, что 1 августа Серена легла на операцию левого колена (разрыв сухожилий четырёхглавой мышцы) и пропустила весь остаток сезона, 11 августа уступив первую строчку в рейтинге Ким Клейстерс. Вернуться на корт до конца сезона ей помешала также трагическая смерть старшей сестры Етунды. Етунда, в отличие от остальных членов семьи, не переезжала во Флориду, а осталась жить в Комптоне, где вышла замуж и родила троих детей. В 2003 году она начала встречаться с новым мужчиной и в день смерти, вскоре после полуночи, возвращалась с ним домой с вечеринки. Любовник Етунды ввязался в ссору, и дело дошло до стрельбы; Етунде достались пули, предназначавшиеся её мужчине. Заботу о детях Етунды взяла на себя Орасин.
| Круг       | Франция-2002       | Франция-2002   | Уимблдон-2002      | Уимблдон-2002 | США-2002          | США-2002 | Австралия-2003     | Австралия-2003 |
| Круг       | Соперница          | Счёт           | Соперница          | Счёт          | Соперница         | Счёт     | Соперница          | Счёт           |
| ---------- | ------------------ | -------------- | ------------------ | ------------- | ----------------- | -------- | ------------------ | -------------- |
| 1-й круг   | Мартина Суха       | 6-3, 6-0       | Эви Доминикович    | 6-1, 6-1      | Корина Морариу    | 6-2, 6-3 | Эмили Луа          | 3-6, 7-65, 7-5 |
| 2-й круг   | Далли Рандриантефи | 6-2, 6-3       | Франческа Скьявоне | 6-3, 6-3      | Динара Сафина     | 6-0, 6-1 | Элс Калленс        | 6-4, 6-0       |
| 3-й круг   | Жанетта Гусарова   | 6-1, 6-3       | Элс Калленс        | 7-65, 7-62    | Натали Деши       | 6-1, 6-1 | Тамарин Танасугарн | 6-1, 6-1       |
| 4-й круг   | Вера Звонарёва     | 4-6, 6-0, 6-1  | Чанда Рубин        | 6-3, 6-3      | Дая Беданова      | 6-1, 6-1 | Элени Данилиду     | 6-4, 6-1       |
| 1/4 финала | Мэри Пирс          | 6-1, 6-1       | Даниэла Гантухова  | 6-3, 6-2      | Даниэла Гантухова | 6-2, 6-2 | Меганн Шонесси     | 6-2, 6-2       |
| 1/2 финала | Дженнифер Каприати | 3-6, 7-62, 6-2 | Амели Моресмо      | 6-2, 6-1      | Линдсей Дэвенпорт | 6-3, 7-5 | Ким Клейстерс      | 4-6, 6-3, 7-5  |
| Финал      | Винус Уильямс      | 7-5, 6-3       | Винус Уильямс      | 7-64, 6-3     | Винус Уильямс     | 6-4, 6-3 | Винус Уильямс      | 7-64, 3-6, 6-4 |

### На вторых ролях (2004—2007)

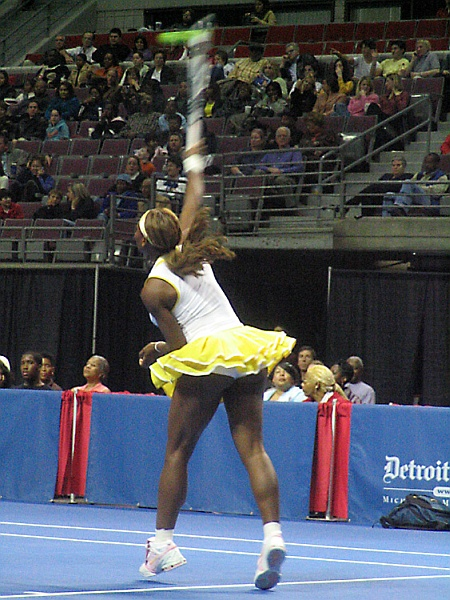
Серена на подаче, ноябрь 2004 года

С марта 2004 года, когда закончился вынужденный полугодичный перерыв в выступлениях Серены, связанный с восстановлением после операции, в её карьере началась полоса, на протяжении которой блестящие успехи чередовались с провалами и периодами травм. Больше года пробыв в роли единоличного лидера женского профессионального тенниса, теперь она должна была постоянно бороться за лидирующие позиции не только с Винус, но и с неувядаемыми Линдсей Дэвенпорт и Дженнифер Каприати и более молодыми соперницами из Бельгии, Франции и России. 2004 и 2007 годы она закончила в числе десяти сильнейших теннисисток мира, а 2005 год — на 11-м месте. 2006 год не укладывается в общий ряд, поскольку этот сезон Серена пропустила почти полностью, сыграв лишь в четырёх турнирах.
В общей сложности за четыре года Уильямс выиграла всего пять турниров в одиночном разряде — правда, в их число входили Открытые чемпионаты Австралии 2005 и 2007 годов, после которых общее число её побед на турнирах Большого шлема достигло восьми. На других престижных турнирах соперницам удавалось её остановить на пути к титулу. В 2004 году она проиграла в финале Уимблдонского турнира Марии Шараповой, затем уступив ей же в финале чемпионата WTA в конце сезона. На более ранних этапах она проигрывала Винус (четвёртый круг Открытого чемпионата США 2005 года), возвращающейся в лучшую форму Дженнифер Каприати (четвертьфиналы Открытого чемпионата Франции и Открытого чемпионата США 2004 года), Амели Моресмо (четвёртый круг Открытого чемпионата США 2006 года) и Жюстин Энен-Арденн (трижды подряд за 2007 год в четвертьфиналах Открытого чемпионата Франции, Уимблдонского турнира и Открытого чемпионата США).
Несколько раз Серене приходилось сходить с дистанции или сниматься с турниров до их начала. Причиной становились, прежде всего, разнообразные проблемы со здоровьем — в основном всё с тем же левым коленом, из-за которого она пропустила большую часть 2006 года, но также с трещиной в правой щиколотке, полученной в 2005 году, и вывихом большого пальца в 2007 году. Ей также приходилось преодолевать тяжёлую психологическую травму, которую нанесла всем членам семьи гибель Етунды.
В конце 2006 года Серена Уильямс в поисках корней впервые посетила Африку, и этот визит придал ей решимости вернуться в большой теннис. На протяжении 2007 года в физической и психологической форме Серены наметилось явное улучшение. Она начала сезон на 95-м месте в рейтинге, сильно растолстев, и в первые дни Открытого чемпионата Австралии журналисты единодушно списывали её со счетов, однако она обыграла шесть сеяных соперниц на пути к победе в турнире, которую посвятила памяти Етунды. Уильямс занимает четвёртое место в списке теннисисток с самым низким местом в рейтинге, побеждавших на Открытом чемпионате Австралии. Весной, после очередного двухмесячного перерыва в выступлениях, Серена выиграла турнир высшей категории в Майами, победив в финале Энен-Арденн, которая затем трижды подряд останавливала её в четвертьфиналах турниров Большого шлема. К концу года Уильямс вернулась в десятку сильнейших, даже обеспечив себе после двухлетнего перерыва участие в чемпионате WTA. Там, однако, напомнила о себе травма колена, и Серена вынуждена была сдать матч с Анной Чакветадзе и прервать участие в турнире.

### Второй раз на пике (2008—2010)
Возвратившаяся вера в собственные силы позволила Серене согласиться на выступление за сборную США в Кубке Хопмана, который она и завоевала уже во второй раз в карьере (аналогичный титул был ею завоёван на гребне успеха в 2003 году). Открытый чемпионат Австралии 2008 года стал для неё четвёртым подряд турниром Большого шлема, где она остановилась в четвертьфинале (на сей раз её обыграла сербка Елена Янкович). Также в четвертьфинале Серена закончила выступления и на Олимпиаде в Пекине, уступив Елене Дементьевой, а на Открытом чемпионате Франции и вовсе выбыла из борьбы уже в третьем круге, потерпев поражение от посеянной под 27-м номером Катарины Среботник. Однако две победы на крупных турнирах WTA в Майами и Чарльстоне, а затем выход в финал на Уимблдоне (где она проиграла Винус) позволили ей удержаться в первой пятёрке рейтинга, а затем последовала первая за почти два сезона победа в турнире Большого шлема на Открытом чемпионате США, и 8 сентября состоялось возвращение Уильямс-младшей на первое место в рейтинге. С момента потери лидирующей позиции в 2003 году прошло 5 лет и один месяц — рекордный разрыв между двумя каденциями в ранге первой ракетки мира как среди женщин, так и среди мужчин. Второе пребывание на первом месте в рейтинге оказалось недолгим — всего 4 недели, — а в конце сезона последовала очередная травма, на сей раз мышц живота, помешавшая Серене участвовать в итоговом чемпионате WTA, но год она всё же закончила на втором месте. В парном разряде Серена завоевала с Винус уже седьмой совместный титул на турнирах Большого шлема (на сей раз на Уимблдоне) и во второй раз победила в парном турнире Олимпийских игр.

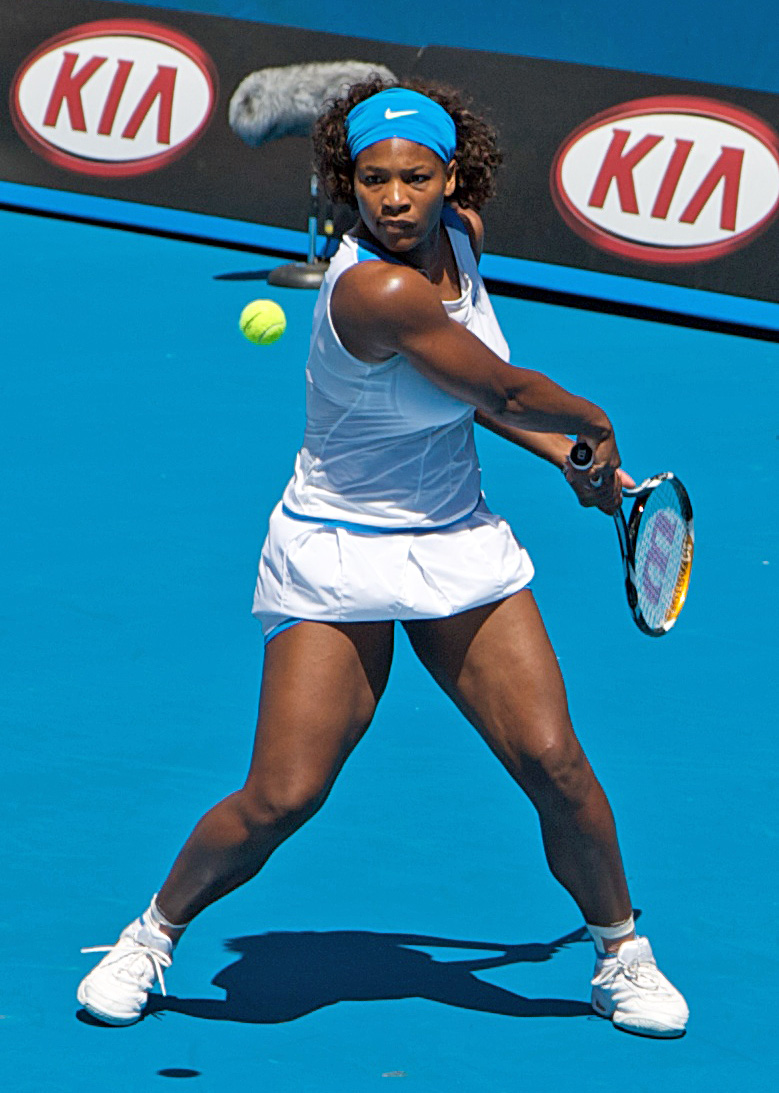
Открытый чемпионат Австралии 2009 года: Серена борется за десятый титул в турнирах Большого шлема

Хотя в следующем сезоне Серена выступала в щадящем режиме, сыграв всего в 16 турнирах и выиграв только три из них в одиночном разряде, все они оказались турнирами высшей престижности: ей покорились титулы на Открытом чемпионате Австралии, Уимблдоне и чемпионате WTA. Две из трёх побед в финалах она одержала над старшей сестрой, с которой также выиграла за год три турнира Большого шлема в паре — Открытые чемпионаты Австралии и США и Уимблдонский турнир, доведя число совместных титулов на этом уровне уже до десяти. По ходу сезона Уильямс дважды возвращалась на первое место в рейтинге — сначала после победы в Открытом чемпионате Австралии, а затем на исходе сезона после победы в чемпионате WTA. Вплоть до заключительного турнира сезона было неизвестно, кто окончит год в ранге первой ракетки мира — Серена или проигравшая ей в финале Открытого чемпионата Австралии, но успешно выступавшая в менее престижных турнирах Динара Сафина, но после того, как российская теннисистка снялась с соревнования уже в начале своего первого матча на групповом этапе, американка заняла это место автоматически. По ходу года Серена побила рекорд Жюстин Энен по сумме призовых за год, заработав за сезон только на корте 6,5 миллионов долларов. Помимо индивидуальных успехов, она помогла сборной США добраться до финала Кубка Федерации, однако в решающем матче с итальянками участия не приняла — проблемы со спиной заставили её свести к минимуму выступления накануне чемпионата WTA.

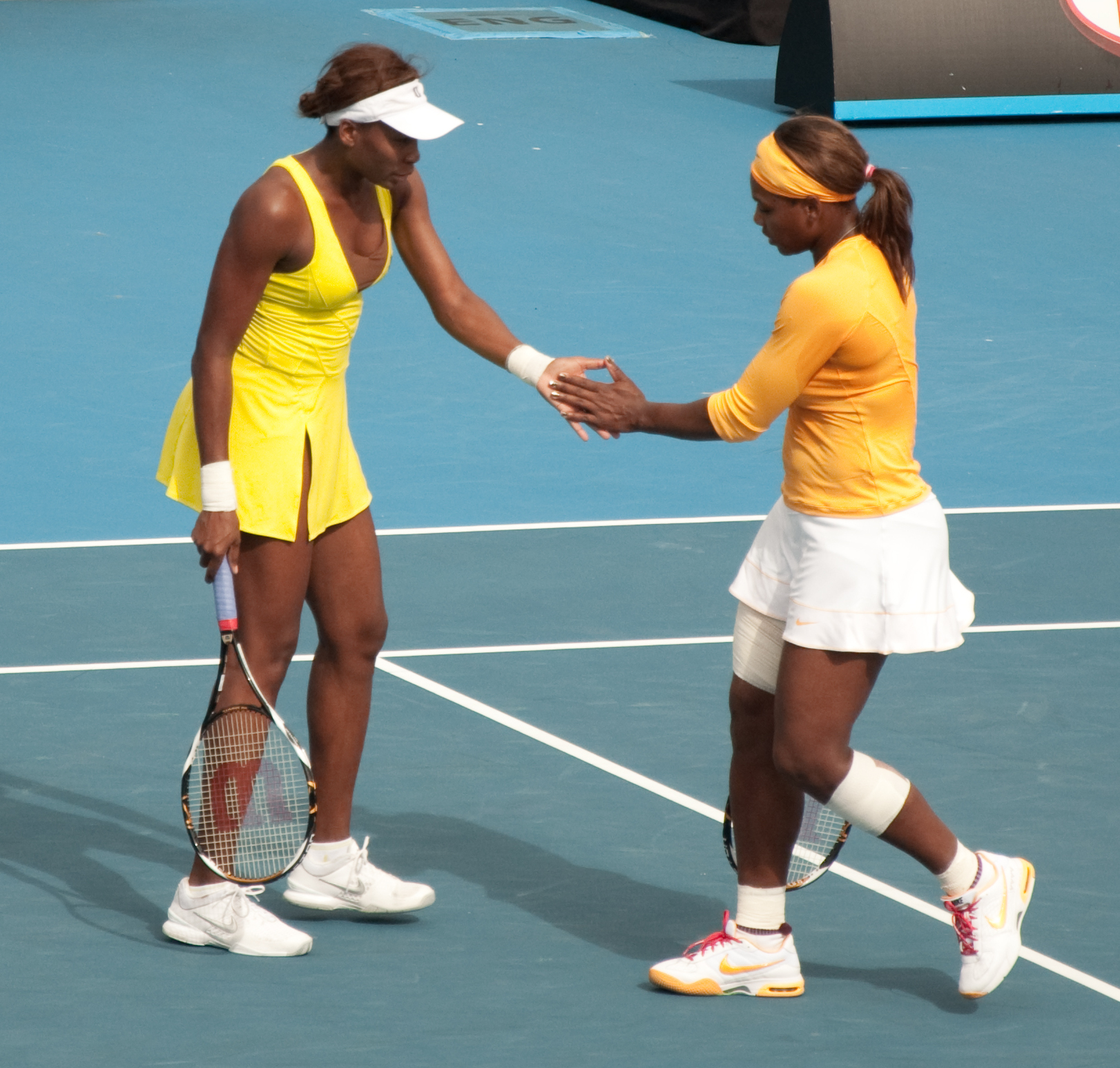
В 2009-10 годах Серена (справа) и Винус завоевали неклассический Большой шлем в женских парах

Успешный год был, однако, омрачён скандалом в полуфинале Открытого чемпионата США, который Серена играла против вернувшейся на корт после долгого перерыва Ким Клейстерс. Проигрывая по ходу матча 4:6, 5:6 и 15:30 на своей подаче, американка не реализовала первую подачу, а на второй судья на линии объявила, что Серена заступила за черту. Двойная ошибка сделала счёт совсем угрожающим для Уильямс — у Клейстерс теперь был двойной матч-бол. Раздосадованная Серена обрушилась на судью на линии с оскорблениями и угрозами. В итоге она была оштрафована на одно очко — то единственное очко, которого Клейстерс ещё не хватало для победы, — и выбыла из дальнейшей борьбы. После этого Уильямс была за своё поведение также оштрафована Международной федерацией тенниса (ITF) на рекордную сумму в 82,5 тысячи долларов (предыдущий антирекордсмен, Джефф Таранго, был оштрафован в 1995 году на сумму 43 756 долларов).
2010 год оказался, как и предыдущий, богат как на исторические достижения, так и на травмы. Начав сезон с победы на Открытом чемпионате Австралии (где в финале ей удалось обыграть Жюстин Энен, вслед за Клейстерс возвратившуюся в профессиональный теннис), Серена затем пропустила три месяца из-за новых проблем с левым коленом. Восстановившись по ходу грунтового сезона, Уильямс победила на Уимблдонском турнире, после чего выбыла из профессионального тура до конца года, травмировав теперь уже правую ступню. Несмотря на крайне небольшое число сыгранных турниров, ей удалось сохранить за собой звание первой ракетки мира вплоть до октября — на протяжении 49 недель. Общий срок пребывания Серены в ранге лидера рейтинга составил уже 123 недели. В паре с Винус она победила ещё в двух турнирах Большого шлема — на Открытых чемпионатах Австралии и Франции, завершив завоевание третьего в истории (после пар Мартина Навратилова/Пэм Шрайвер в 1983—84 и Наталья Зверева/Джиджи Фернандес в 1992—93 годах) неклассического Большого шлема в женском парном разряде. 7 июня они вместе поднялись на первое место в рейтинге WTA в парном разряде, став третьей парой в истории, игроки которой занимали два первых места в рейтинге одновременно в одиночном и парном разряде — до этого такого успеха добивались пары Мартина Хингис/Яна Новотна и Хингис/Дэвенпорт.
| Круг       | Уимблдон-2009                    | Уимблдон-2009 | США-2009                            | США-2009       | Австралия-2010                    | Австралия-2010 | Франция-2010                         | Франция-2010  |
| Круг       | Соперница                        | Счёт          | Соперница                           | Счёт           | Соперница                         | Счёт           | Соперница                            | Счёт          |
| ---------- | -------------------------------- | ------------- | ----------------------------------- | -------------- | --------------------------------- | -------------- | ------------------------------------ | ------------- |
| 1-й круг   | Виржини Раззано Араван Резаи     | 6-3, 6-3      | Юлия Гёргес Аранча Парра Сантонха   | 6-2, 6-2       | Джессика Мур Софи Фергюсон        | 6-1, 6-1       | Тамарин Танасугарн Кирстен Флипкенс  | 6-0, 6-1      |
| 2-й круг   | Сабина Лисицки Александра Возняк | 6-1, 6-4      | Катарина Среботник Чжань Юнжань     | 7-5, 6-1       | Йоана-Ралука Олару Ольга Савчук   | 6-1, 6-2       | Каролина Возняцки Даниэла Гантухова  | Без игры      |
| 3-й круг   | Чжэн Цзе Янь Цзы                 | 6-0, 6-0      | Каролина Возняцки Сорана Кырстя     | 6-4, 6-2       | Андреа Главачкова Луция Градецкая | 6-3, 6-2       | Андреа Главачкова Луция Градецкая    | 6-1, 6-2      |
| 1/4 финала | Анна-Лена Грёнефельд Ваня Кинг   | 6-2, 7-5      | Чжэн Цзе Янь Цзы                    | 7-5, 6-4       | Бетани Маттек-Сандс Янь Цзы       | 6-4, 4-6, 6-4  | Мария Кириленко Агнешка Радваньская  | 6-2, 6-3      |
| 1/2 финала | Кара Блэк Лизель Хубер           | 6-1, 6-2      | Алиса Клейбанова Екатерина Макарова | 7-63, 3-6, 6-2 | Лиза Реймонд Ренне Стаббс         | 6-3, 7-66      | Анабель Медина Гарригес Лизель Хубер | 2-6, 6-2, 6-4 |
| Финал      | Ренне Стаббс Саманта Стосур      | 7-64, 6-4     | Кара Блэк Лизель Хубер              | 6-2, 6-2       | Кара Блэк Лизель Хубер            | 6-4, 6-3       | Квета Пешке Катарина Среботник       | 6-2, 6-3      |

### Новое возвращение (2011—2017)
Разрыв сухожилия, полученный в середине 2010 года, оказался только началом проблем для Серены. После нескольких операций у неё развилась лёгочная эмболия, а затем один из уколов, призванных предотвратить её дальнейшее развитие, обернулся для Уильямс огромной гематомой. Одновременно серьёзнейшие проблемы со здоровьем начались и у Винус, у которой был диагностирован синдром Шегрена — аутоиммунное заболевание, вызывающее, среди прочего, сильные боли в суставах. Сёстры не участвовали в соревнованиях долгое время — у Серены ушёл на восстановление почти год, и она вернулась на корт буквально накануне Уимблдонского турнира 2011 года, пройдя там лишь до четвёртого круга. Но разговоры о возможном окончании карьеры оказались преждевременными: летом Серена выиграла на хардовых кортах 18 матчей из 19, победив на турнирах в Станфорде и Торонто и добравшись до финала на Открытом чемпионате США. Несмотря на то, что осенью она по состоянию здоровья снялась с двух крупных турниров в Восточной Азии, год Уильямс закончила на подступах к первой десятке рейтинга WTA.

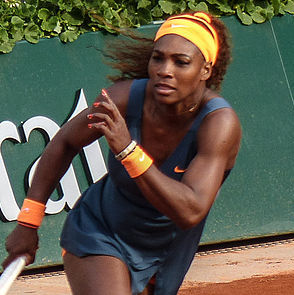
Самая возрастная первая ракетка мира: Серена на Открытом чемпионате Франции 2013 года

В 2012 году Серена успешно завершила возвращение в теннисную элиту, с апреля до конца сезона проиграв всего два матча из 50 и став победительницей семи турниров в одиночном разряде. Среди выигранных турниров были Уимблдон, Олимпиада в Лондоне, Открытый чемпионат США и итоговый чемпионат WTA. Победив на Олимпийских играх, Серена завершила завоевание карьерного «Золотого шлема» в одиночном разряде, став первым человеком в истории тенниса, добившимся этого успеха в обоих разрядах. За год она продвинулась в рейтинге с 12-го до 3-го места. В паре с вернувшейся в регулярные соревнования Винус она также выиграла свой 13-й турнир Большого шлема в парном разряде (на Уимблдоне), а затем третье Олимпийское парное «золото».
2013 год оказался для Уильямс-младшей триумфальным: она победила ещё на двух турнирах Большого шлема (во Франции, где обыграла в финале Шарапову, и в США, где в решающем матче взяла верх над Викторией Азаренко), а затем в четвёртый раз в итоговом чемпионате WTA (после победы в финале над китайской теннисисткой Ли На). Всего же за сезон Серена, проявлявшая завидную активность и стабильность, завоевала рекордные в своей карьере 11 титулов и проиграла за весь сезон всего четыре матча — из них два в финалах (перед поражением на Уимблдонском турнире от Сабины Лисицки Уильямс выиграла 34 матча подряд). Также рекордным стало её возвращение на первую строчку рейтинга после перерыва протяжённостью почти 2,5 года — тем самым она стала самой возрастной теннисисткой в истории, возглавлявшей рейтинг в одиночном разряде. В день, когда это случилось — 17 февраля — ей был 31 год и 145 дней; предыдущая рекордсменка — Крис Эверт — потеряла первое место в рейтинге незадолго до того, как ей исполнился 31 год. Ещё один рекорд был установлен в финансовой сфере: за сезон Серена заработала почти 12,5 миллионов долларов призовых, превысив предыдущий рекорд на четыре миллиона (по данным WTA, всего 26 теннисисток в мире заработали больше 10 миллионов за всю карьеру). По окончании сезона 2013 года Серена по общей сумме титулов в одиночном разряде (57) занимала седьмое место в истории женского профессионального тенниса; только за этот год она обошла по числу выигранных турниров Монику Селеш, Линдсей Дэвенпорт и Вирджинию Уэйд.
2014 год начался для Уильямс со второй подряд победы на премьер-турнире в Брисбене (по пути к которой были обыграны занимавшие четвёртое и второе места в рейтинге Шарапова и Азаренко), но в дальнейшем складывается куда менее удачно, чем предыдущий. Ни в одном из первых трёх турниров Большого шлема Серена не сумела пройти дальше четвёртого круга (включая поражение во втором круге Открытого чемпионата Франции — самое разгромное за карьеру на турнирах Большого шлема), а всего за первую половину сезона выиграла только три турнира — вдвое меньше, чем за тот же период в 2013 году. На Уимблдонском турнире Серена после долгого перерыва снова вышла на корт в паре со старшей сестрой, но отказалась от игры уже во втором круге, проигрывая Штефани Фёгеле и Кристине Барруа 3:0 в первом сете. Начало сданной игры включало двойные ошибки на всех четырёх подачах Серены, и в целом первая ракетка мира выглядела совершенно неспособной продолжать игру. Возвращение на корт заняло около полутора месяцев, и, учитывая более раннее заявление, сделанное после поражения в первом матче на турнире в Чарльстоне (Уильямс сказала журналистам, что она «совершенно мёртвая»), корреспонденты спортивных изданий начали задаваться вопросом, готова ли Серена продолжать сезон или даже игровую карьеру в целом. Тем не менее сразу после возвращения, на премьер-турнире в Станфорде, Уильямс выиграла четвёртый турнир за сезон — больше к тому моменту в 2014 году не выигрывала ни одна теннисистка, а две недели спустя впервые за карьеру завоевала титул на премьер-турнире в Цинциннати. Эти две победы и выход в полуфинал Открытого чемпионата Канады, где Серена проиграла Винус, принесли ей третью за четыре года победу в US Open Series — цикле турниров, предшествующем Открытому чемпионату США. Кроме Уильямс, никто из мужчин или женщин не выигрывал этот цикл больше двух раз. На Открытом чемпионате США Серена снова выглядела лучшей в мире, по пути к титулу не отдав соперницам за семь матчей ни одного сета и не проиграв больше трёх геймов за сет. Эта победа стала её шестой на Открытых чемпионатах США и третьей подряд (первый такой результат с тех пор, как Крис Эверт выиграла четыре Открытых чемпионата США подряд с 1975 по 1978 год). После Открытого чемпионата США, однако, у Уильямс снова начался спад — она почти не играла вплоть до итогового турнира года, приняв участие только в двух турнирах в Китае, причём в обоих снялась с соревнований из-за проблем со здоровьем. В то же время Мария Шарапова выиграла премьер-турнир в Пекине, поднявшись на вторую строчку в рейтинге и получив шанс обогнать Уильямс по итогам сезона при условии, что она успешно сыграет в чемпионате WTA, а Серена — нет. На чемпионате WTA, однако, Шарапова выбыла из борьбы уже после группового этапа, обеспечив Уильямс таким образом итоговое первое место в рейтинге в четвёртый раз за карьеру. Серена же, не без труда преодолев групповой этап, где разгромно проиграла Симоне Халеп, и полуфинал, где была в шаге от поражения от Каролины Возняцки, в конечном счёте выиграла итоговый турнир WTA в третий раз подряд, взяв в финале убедительный реванш у румынской теннисистки.
В начале 2015 года Уильямс завоевала на Открытом чемпионате Австралии свой 19-й титул на турнирах Большого шлема в одиночном разряде, победив в финале Шарапову — 16-я подряд победа Серены в их личных встречах. Эта победа позволила ей стать самой возрастной победительницей этого турнира в одиночном разряде с начала Открытой эры, опередив прошлогоднюю чемпионку Ли На. По общему числу титулов в одиночном разряде Уильямс опередила Крис Эверт и Мартину Навратилову, поравнявшись с Хелен Уиллз-Муди. Победа на Открытом чемпионате Франции в июне стала двадцатой для Серены в одиночном разряде в турнирах Большого шлема и позволила ей выйти на чистое третье место в истории тенниса; больше побед в одиночном разряде одерживали только Маргарет Смит-Корт (24) и Штеффи Граф (22). Кроме того, Уильямс стала первой с 2001 года теннисисткой, выигравшей подряд первые два турнира Большого шлема в сезоне. Завоевав на Уимблдонском турнире свой шестой чемпионский титул, она во второй раз за карьеру стала обладательницей неклассического Большого шлема в одиночном разряде; до завоевания классического Большого шлема (все четыре победы в одном сезоне) ей необходимо было победить на Открытом чемпионате США, однако, как и в прошлый раз, поход за пятым подряд титулом завершился в полуфинале: американку остановила итальянка Роберта Винчи, значившаяся на момент старта того приза лишь на 43-й строчке рейтинга и до этого в шести встречах не сумевшая взять у Уильямс ни одного сета.
| Круг       | США-2014           | США-2014 | Австралия-2015     | Австралия-2015 | Франция-2015      | Франция-2015   | Уимблдон-2015      | Уимблдон-2015 |
| Круг       | Соперница          | Счёт     | Соперница          | Счёт           | Соперница         | Счёт           | Соперница          | Счёт          |
| ---------- | ------------------ | -------- | ------------------ | -------------- | ----------------- | -------------- | ------------------ | ------------- |
| 1-й круг   | Тейлор Таунсенд    | 6-3, 6-1 | Алисон ван Эйтванк | 6-0, 6-4       | Андреа Главачкова | 6-2, 6-3       | Маргарита Гаспарян | 6-4, 6-1      |
| 2-й круг   | Ваня Кинг          | 6-1, 6-0 | Вера Звонарёва     | 7-5, 6-0       | Анна-Лена Фридзам | 5-7, 6-3, 6-3  | Тимея Бабош        | 6-4, 6-1      |
| 3-й круг   | Варвара Лепченко   | 6-3, 6-3 | Элина Свитолина    | 4-6, 6-2, 6-0  | Виктория Азаренко | 3-6, 6-4, 6-2  | Хезер Уотсон       | 6-2, 4-6, 7-5 |
| 4-й круг   | Кайя Канепи        | 6-3, 6-3 | Гарбинье Мугуруса  | 2-6, 6-3, 6-2  | Слоан Стивенс     | 1-6, 7-5, 6-3  | Винус Уильямс      | 6-4, 6-3      |
| 1/4 финала | Флавия Пеннетта    | 6-3, 6-2 | Доминика Цибулкова | 6-2, 6-2       | Сара Эррани       | 6-1, 6-3       | Виктория Азаренко  | 3-6, 6-2, 6-3 |
| 1/2 финала | Екатерина Макарова | 6-1, 6-3 | Мэдисон Киз        | 7-65, 6-2      | Тимея Бачински    | 4-6, 6-3, 6-0  | Мария Шарапова     | 6-2, 6-4      |
| Финал      | Каролина Возняцки  | 6-3, 6-3 | Мария Шарапова     | 6-3, 7-65      | Луция Шафаржова   | 6-3, 6-72, 6-2 | Гарбинье Мугуруса  | 6-4, 6-4      |

После этого Серена до конца года не приняла участия ни в одном турнире, включая финальный чемпионат WTA, завершив сезон с 53 победами в 56 матчах (ещё трижды снявшись с соревнований) и пятью титулами. Отказ от участия в финальном турнире WTA был, возможно, связан с проблемами с правым локтем, но при этом Уильямс дала предварительное согласие участвовать в межсезонье в командных соревнованиях International Premier Tennis League. По итогам сезона Серена в четвёртый раз была названа спортсменкой года по версии «Ассошиэйтед Пресс»; она также стала спортсменкой года по версии журнала Sports Illustrated.

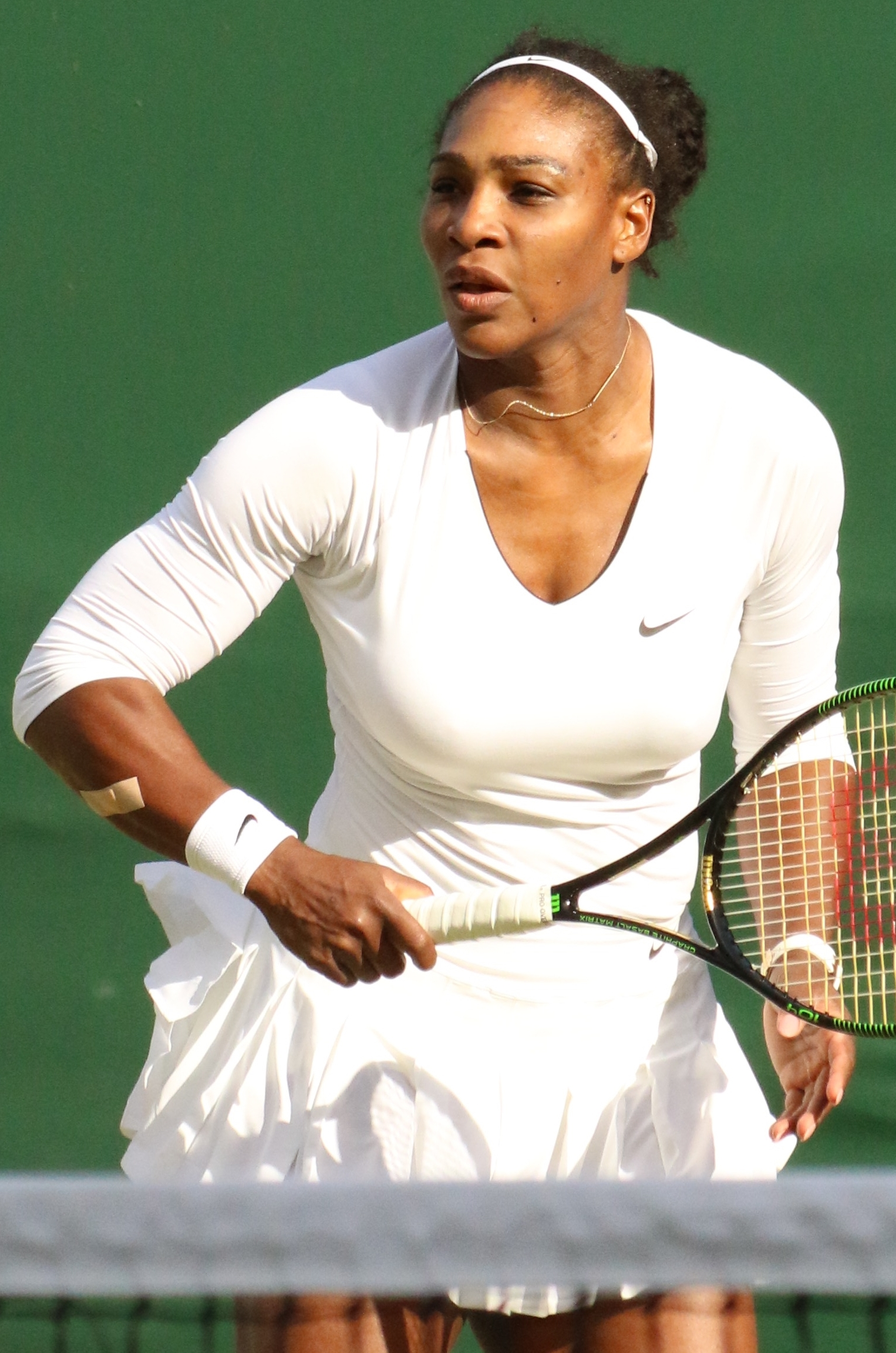
На Уимблдонском турнире 2016 года Уильямс победила в двух разрядах

Тенденция, начавшаяся с поражения от Винчи на Открытом чемпионате США, продолжалась в начале 2016 года. В первые четыре месяца сезона Уильямс провела только три турнира, на которых не смогла завоевать ни одного титула. В Открытом чемпионате Австралии она проиграла в финале немке Анжелике Кербер, в Индиан-Уэллсе — также в финале Виктории Азаренко, а в Майами, уже в четвёртом круге — посеянной только под 15-м номером Светлане Кузнецовой. Лишь на проходящем в мае Открытом чемпионате Италии ей после девятимесячного перерыва удалось одержать победу. После этого Уильямс дошла до финала на Открытом чемпионате Франции, проиграв там четвёртой ракетке мира Гарбинье Мугурусе, и наконец на Уимблдонском турнире после победы в финале над Кербер сумела завоевать свой 22-й титул на турнирах Большого шлема в одиночном разряде. Таким образом она поравнялась со Штеффи Граф по числу титулов в одиночном разряде с начала Открытой эры, уступая лишь Маргарет Смит-Корт, одержавшей часть своих побед в любительский период. За весь турнир она отдала соперницам только один сет — на тай-брейке во втором круге. Кроме того, в паре с Винус она завоевала свой шестой титул на Уимблдоне в женском парном разряде.
Следующим турниром для Серены стали Олимпийские игры в Рио-де-Жанейро, где ей не удалось развить успех и повторить результаты, показанные на прошлых Олимпиадах. В паре с Винус она выбыла из борьбы уже в первом круге (потерпев первое совместное поражение на Олимпиадах после 15 побед подряд), а в одиночном разряде проиграла в третьем круге 20-й ракетке мира Элине Свитолиной. После Олимпиады Уильямс не выступала вплоть до Открытого чемпионата США, и в ходе премьер-турнира в Цинциннати стремительно прогрессирующая Кербер уже могла сместить её с первого места в рейтинге, но проиграла в финале Каролине Плишковой. Однако через две недели на Открытом чемпионате США Плишкова обыграла в полуфинале уже саму Уильямс, обеспечив Кербер выход на первое место в рейтинге по окончании этого турнира. К этому моменту Серена находилась на первой строчке рейтинга WTA 186 недель без перерыва — рекордный показатель, который она разделила со Штеффи Граф. Открытый чемпионат США стал для Уильямс последним турниром в сезоне — в октябре она объявила, что из-за травмы плеча снимается, как и год назад, с итогового турнира сезона, таким образом, отказавшись от попытки вернуть себе первую позицию в рейтинге до конца года. Этот год стал уже третьим подряд, в котором Серена провела меньше матчей, чем в предыдущем (82 игры в 2013 году, 60 в 2014-м, 56 в 2015-м и всего 44 в 2016-м). Помимо потери лидерства в рейтинге, год для Уильямс был также омрачён шумихой в сентябре вокруг обнародованной хакерской группой Fancy Bear информации о том, что Всемирное антидопинговое агентство на протяжении нескольких лет разрешало ей и её сестре употреблять лекарственные препараты, обычно запрещаемые к применению спортсменами. Для Серены в этот список входили оксикодон, гидроморфон, преднизолон и метилпреднизолон. Чиновники антидопинговых ведомств и теннисных организаций, однако, отвергли обвинения в нечестной игре, заявив, что все эти препараты применялись в медицинских целях и их употребление обусловлено травмами мягких тканей; кроме того, часть разрешений относилась к времени перерывов в выступлениях спортсменки.
Несмотря на неудачную концовку 2016 года, на Открытом чемпионате Австралии 2017 года Уильямс рассматривалась как основной фаворит. Она оправдала ожидания, не отдав соперницам на протяжении турнира ни одного сета, в том числе и в финале, где впервые с 2009 года её соперницей на этом уровне стала старшая сестра. Серена и Винус установили новый рекорд финалов турниров Большого шлема по суммарному возрасту участниц — почти 72 года (предыдущий рекорд — 66 лет — установили на Открытом чемпионате США 2015 года Флавия Пеннетта и Роберта Винчи). Этот титул стал для Серены двадцать третьим на турнирах Большого шлема в одиночном разряде, она обошла по этому показателю Граф и теперь отставала только от Смит-Корт, а по числу побед на Открытом чемпионате Австралии (7) установила новый рекорд Открытой эры для обоих полов (у мужчин его превзошёл в 2020 году Новак Джокович). Благодаря неудачному выступлению Кербер, проигравшей Коко Вандевеге уже в четвёртом круге, Уильямс после 20-недельного перерыва в очередной раз вернулась на первую строчку в рейтинге. После этого, однако, она не выступала из-за травмы левого колена, через несколько недель снова уступив лидерство в рейтинге, а в апреле было сообщено, что Уильямс на 20-й неделе беременности и не вернётся на корт до 2018 года. В августе в одном из интервью она сообщила, что планирует принять участие в Открытом чемпионате Австралии спустя всего 3 месяца после запланированных родов.

### Завершающие годы карьеры (2018—2022)
После родов Серена шесть недель провела в постели из-за осложнений. Первый публичный матч после рождения ребёнка Уильямс провела на показательном турнире в Абу-Даби 30 декабря, проиграв Елене Остапенко. Через несколько дней она объявила, что не примет участия в Открытом чемпионате Австралии из-за недостаточной физической формы. Серена вернулась на корт в феврале, впервые с 2015 года сыграв за сборную США в Кубке Федерации; в ничего не решавшей парной встрече в уже выигранном матче они с Винус уступили соперницам из Нидерландов. Выступления в индивидуальных турнирах Уильямс-младшая возобновила в марте, дойдя до третьего круга в Индиан-Уэллсе, где проиграла старшей сестре. Затем, однако, её уже в первом круге в Майами обыграла молодая японская теннисистка Наоми Осака, и после этого Серена не выступала вплоть до Открытого чемпионата Франции. На своём первом турнире Большого шлема после возвращения она обыграла соперниц, посеянных под 17-м и 11-м номерами, и в четвёртом раунде должна была встретиться с Марией Шараповой, но сдала матч до его начала, объяснив это травмой правой руки. Новое возвращение состоялось на Уимблдоне: Уильямс удачно разминулась с наиболее именитыми соперницами на протяжении большей части турнира, в полуфинале второй раз подряд победила 13-ю ракетку мира Юлию Гёргес и в финале встретилась с Кербер, также возвращавшейся к своей лучшей форме. Немка победила в двух сетах 6:3, 6:3, став первой, кроме Винус, кому удалось победить младшую Уильямс дважды в финалах турниров Большого шлема.
После этого Серена дважды подряд проигрывала в первом круге премьер-турниров, сначала в Сан-Хосе, а затем в Цинциннати, но снова успешно выступила на следующем турнире Большого шлема — Открытом чемпионате США. Победив Винус с третьем круге и восьмую ракетку мира Каролину Плишкову в четвертьфинале, в финале она во второй раз за сезон встретилась с Осакой. Японская теннисистка уверенно выиграла первый сет со счётом 6-2. Во втором сете при счёте 1:0 и 40-30 в пользу Уильямс арбитр встречи Карлос Рамос сделал ей предупреждение за вмешательство тренера в игру. Сама Серена заявляла и в тот момент, и после игры, что никакой помощи тренера не получала и скорей готова проиграть, чем смошенничать, но Патрик Мурадоглу позже признал, что подавал своей подопечной знаки. Второе предупреждение американка получила, когда, не сумев реализовать брейк-пойнт на подаче Осаки, в сердцах сломала ракетку. Второе предупреждение означало, что следующий гейм она начнёт со счёта 0-15. Возмущённая Уильямс вступила в перепалку с судьёй, потребовав извинений и назвав его лжецом и вором. В ответ Рамос вынес ей третье предупреждение, оштрафовав её уже на гейм, после чего счёт в сете стал 5:3 в пользу Осаки. Японка довела матч до победы, но скандал продолжался. Когда соперницы вышли на церемонию награждения, публика освистала победительницу, доведя её до слёз, а затем в прессе развернулась дискуссия, было ли наказание, которому Рамос подверг американскую теннисистку, проявлением сексизма (утверждалось, что игроков-мужчин не штрафуют даже за более грубые выражения в адрес арбитра). Сама Уильямс затем отказалась от участия в премьер-турнире в Пекине и объявила о досрочном завершении сезона. В декабре популярный журнал GQ присвоил ей титул «женщины года».
Уильямс снова появилась на корте лишь в январе 2019 года в рамках Открытого чемпионата Австралии. В четвертьфинале её соперницей была Каролина Плишкова. Чешская теннисистка выиграла первый сет и вела во втором, взяв гейм на подаче соперницы. После этого, однако, Серена заиграла намного эффективнее, предугадывая действия Плишковой и изматывая её косыми ударами с обеих рук. Выиграв второй сет, Уильямс повела в третьем 5:1, но не сумела реализовать несколько матчболов на чужой подаче, а свою проиграла трижды подряд. Только при счёте 6:5 по геймам и 40:0 на подаче чешки Серена попыталась снова завязать борьбу, но проиграла на третьем матчболе. В Индиан-Уэллс она после победы над Викторией Азаренко играла в третьем круге с Гарбинье Мугурусой. Американка повела в счёте 3:0 в первом сете, но затем проиграла семь геймов подряд и снялась с матча; организаторы турнира сообщили, что у Серены вирусное заболевание. По словам тренера американки Патрика Муратоглу, в течение следующих трёх месяцев Уильямс страдала от болей. Дважды — в марте в Майами и в мае в Риме — она снималась с турниров после побед в первом круге, ссылаясь на проблемы с левым коленом. В третьем круге Открытого чемпионата Франции Уильямс проиграла молодой Софии Кенин в двух сетах, и комментаторы отмечали, что её передвижение по корту в этом матче было затруднённым. После этого она две недели воздерживалась от тренировок. На Уимблдоне Серена смогла дойти до финала, но проиграла Симоне Халеп со счётом 6:2, 6:2. Отмечалось, что Уильямс, проигравшая менее чем за час, совершала большое количество невынужденных ошибок. На Rogers Cup 2019 вышла в финал, где встретилась с 19-летней канадкой Бьянкой Ванессой Андрееску и, проигрывая в первом сете 3-1, снялась с турнира из-за проблем со спиной. На Открытом чемпионате США 2019 также пробилась в финал, где вновь играла против 19-летней Андрееску, которая участвовала в этом турнире впервые в карьере. Проигрывая по ходу встречи 6-3, 5-1, 40-30, Уильямс отыграла матчбол и потом сравняла счёт во втором сете 5-5, однако не смогла довести матч до победы и проиграла со счётом 6-3, 7-5. Несмотря на поражение, американка вернула себе место в первой десятке рейтинга и теоретически могла попасть в итоговый турнир года, но не участвовала ни в одном соревновании после Открытого чемпионата США и в итоге уступила место в финале Белинде Бенчич. В конце года, по итогам голосования спортивных журналистов и издателей, американка была признана спортсменкой десятилетия «Ассошиэйтед Пресс».
В феврале 2021 года, перед стартом Открытого чемпионата Австралии, Уильямс дошла до полуфинала на турнире WTA-500 Yarra Valley Classic, после чего отказалась от дальнейшего продолжения борьбы за титул, пропустив в финал посеянную первой Эшли Барти. На Открытом чемпионате Австралии она уступила в полуфинале Осаке в двух сетах. Осака стала третьей за карьеру Уильямс теннисисткой после её старшей сестры и Дженнифер Каприати и первой с 2001 года, кому удалось выиграть у Серены два первых матча на турнирах Большого шлема. После этого американка сыграла ещё 7 матчей (в том числе на Открытом чемпионате Франции, где уступила в 4-м круге Елене Рыбакиной), но на Уимблдонском турнире не доиграла первый раунд из-за растяжения мышц правого бедра. Уильямс не выступала больше до конца сезона, опустившись в рейтинге до 41-го места, а затем объявила, что не примет участия и в Открытом чемпионате Австралии 2022 года.
В итоге Уильямс не выступала почти год из-за проблем с ногой. Первым соревнованием после перерыва стал предшествовавший Уимблдонскому турниру 2022 года турнир в Истборне, где американка играла в паре с Унс Джабир и дошла до четвертьфинала. На самом Уимблдоне она снова проиграла в первом круге, где встречалась с представлающей Францию Армони Тан. В начале августа в рамках Открытого чемпионата Канады Уильямс выиграла первый матч в одиночном разряде более чем за год и объявила, что собирается завершить игровую карьеру после Открытого чемпионата США 2022 года. В Нью-Йорке она проиграла в первом круге турнира женских пар, где впервые за 4,5 года выступала со старшей сестрой, а в одиночном разряде дошла до третьего раунда. В матче второго круга американка победила посеянную под вторым номером Анетт Контавейт, но затем уступила в трёх сетах австралийке Айле Томлянович. После этого матча Уильямс попрощалась с болельщиками.

## Достижения и статистика
- На счету Серены Уильямс более 90 побед в турнирах Большого шлема и WTA. Уильямс — победительница 39 турниров Большого шлема (23 — одиночный разряд, 14 — парный разряд, 2 — смешанный парный разряд), а также итогового чемпионата WTA 2001, 2009, 2012, 2013 и 2014 годов и Кубка Большого шлема 1999 года.
- В 2002—2003 годах Серена Уильямс выиграла неклассический «Большой шлем» — последовательно все 4 турнира Большого шлема (но не в один календарный год) в одиночном разряде, в 2008—2009 годах повторила этот результат в парном разряде с Винус Уильямс, а в 2014—2015 годах завоевала второй неклассический одиночный «Большой шлем».
- Уильямс — чемпионка Олимпийских игр 2012 года в женском одиночном разряде и трёхкратная олимпийская чемпионка в парном разряде (2000, 2008 и 2012) — все три раза в паре со старшей сестрой. Серена Уильямс — единственная в истории как среди женщин, так и среди мужчин обладательница карьерного «Золотого шлема» (включающего победы во всех четырёх турнирах Большого шлема и на Олимпийских играх) в одиночном и парном разрядах[136].
- После победы на открытом чемпионате США 2008 года Серена вновь возглавила мировой рейтинг спустя более чем пять лет (последний раз была первой в августе 2003 года). В 2013 году, в очередной раз вернувшись на первое место в рейтинге в возрасте 31 года и 145 дней, она стала самой возрастной теннисисткой, возглавлявшей рейтинг WTA в одиночном разряде. После победы на Уимблдонском турнире 2015 года Уильямс впервые в истории рейтинга WTA создала разрыв в очках более чем вдвое между первой и второй ракетками мира — у неё на тот момент было 13 161 рейтинговое очко против 6490 у занимавшей вторую позицию Марии Шараповой[137]. Она делит со Штеффи Граф первое место по числу недель, проведённых подряд в ранге первой ракетки рейтинга WTA (186)[102].
- Уильямс — обладательница Кубка Федерации 1999 года в составе сборной США и двукратная обладательница Кубка Хопмана (2003 — с Джеймсом Блейком, 2008 — с Марди Фишем)[138].

### Статистика выступлений на крупнейших турнирах
| Рейтинг в конце года — одиночный разряд | Рейтинг в конце года — одиночный разряд | Рейтинг в конце года — одиночный разряд | Рейтинг в конце года — одиночный разряд | Рейтинг в конце года — одиночный разряд |
| --------------------------------------- | --------------------------------------- | --------------------------------------- | --------------------------------------- | --------------------------------------- |
| 1997                                    |                                         |                                         | 99                                      |                                         |
| 1998                                    |                                         |                                         | 20                                      |                                         |
| 1999                                    |                                         |                                         | 4                                       |                                         |
| 2000                                    |                                         |                                         | 6                                       |                                         |
| 2001                                    |                                         |                                         | 6                                       |                                         |
| 2002                                    |                                         |                                         | 1                                       |                                         |
| 2003                                    |                                         |                                         | 3                                       |                                         |
| 2004                                    |                                         |                                         | 7                                       |                                         |
| 2005                                    |                                         |                                         | 11                                      |                                         |
| 2006                                    |                                         |                                         | 95                                      |                                         |
| 2007                                    |                                         |                                         | 7                                       |                                         |
| 2008                                    |                                         |                                         | 2                                       |                                         |
| 2009                                    |                                         |                                         | 1                                       |                                         |
| 2010                                    |                                         |                                         | 4                                       |                                         |
| 2011                                    |                                         |                                         | 12                                      |                                         |
| 2012                                    |                                         |                                         | 3                                       |                                         |
| 2013                                    |                                         |                                         | 1                                       |                                         |
| 2014                                    |                                         |                                         | 1                                       |                                         |
| 2015                                    |                                         |                                         | 1                                       |                                         |
| 2016                                    |                                         |                                         | 2                                       |                                         |
| 2017                                    |                                         |                                         | 22                                      |                                         |
| 2018                                    |                                         |                                         | 16                                      |                                         |
| 2019                                    |                                         |                                         | 10                                      |                                         |
| 2020                                    |                                         |                                         | 11                                      |                                         |
| 2021                                    |                                         |                                         | 41                                      |                                         |
| источник: Рейтинг на сайте WTA          |                                         |                                         |                                         |                                         |

По состоянию на 12 сентября 2022 года
Для того, чтобы предотвратить неразбериху и удваивание счета, информация в этой таблице корректируется только по окончании турнира или по окончании участия там данного игрока.

#### Одиночный разряд
| Турнир                 | 1998  | 1999  | 2000          | 2001           | 2002           | 2003           | 2004          | 2005           | 2006           | 2007           | 2008          | 2009           | 2010           | 2011           | 2012          | 2013           | 2014           | 2015           | 2016          | 2017           | 2018           | 2019           | 2020           | 2021          | 2022          | Итог    | В/П за карьеру |
| ---------------------- | ----- | ----- | ------------- | -------------- | -------------- | -------------- | ------------- | -------------- | -------------- | -------------- | ------------- | -------------- | -------------- | -------------- | ------------- | -------------- | -------------- | -------------- | ------------- | -------------- | -------------- | -------------- | -------------- | ------------- | ------------- | ------- | -------------- |
| Турниры Большого Шлема |       |       |               |                |                |                |               |                |                |                |               |                |                |                |               |                |                |                |               |                |                |                |                |               |               |         |                |
| ОЧ Австралии           | 2Р    | 3Р    | 4Р            | 1/4            | -              | П              | -             | П              | 3Р             | П              | 1/4           | П              | П              | -              | 4Р            | 1/4            | 4Р             | П              | Ф             | П              | -              | 1/4            | 3Р             | 1/2           | -             | 7 / 20  | 92-13          |
| ОЧ Франции             | 4Р    | 3Р    | -             | 1/4            | П              | 1/2            | 1/4           | -              | -              | 1/4            | 3Р            | 1/4            | 1/4            | -              | 1Р            | П              | 2Р             | П              | Ф             | -              | 4Р             | 3Р             | 2Р             | 4Р            | -             | 3 / 19  | 69-14          |
| Уимблдон               | 3Р    | -     | 1/2           | 1/4            | П              | П              | Ф             | 3Р             | -              | 1/4            | Ф             | П              | П              | 4Р             | П             | 4Р             | 3Р             | П              | П             | -              | Ф              | Ф              | НП             | 1Р            | 1Р            | 7 / 21  | 98-14          |
| ОЧ США                 | 3Р    | П     | 1/4           | Ф              | П              | -              | 1/4           | 4Р             | 4Р             | 1/4            | П             | 1/2            | -              | Ф              | П             | П              | П              | 1/2            | 1/2           | -              | Ф              | Ф              | 1/2            | -             | 3Р            | 6 / 21  | 108-15         |
| Итог                   | 0 / 4 | 1 / 3 | 0 / 3         | 0 / 4          | 3 / 3          | 2 / 3          | 0 / 3         | 1 / 3          | 0 / 2          | 1 / 4          | 1 / 4         | 2 / 4          | 2 / 3          | 0 / 2          | 2 / 4         | 2 / 4          | 1 / 4          | 3 / 4          | 1 / 4         | 1 / 1          | 0 / 3          | 0 / 4          | 0 / 3          | 0 / 3         | 0 / 2         | 23 / 81 |                |
| В/П в сезоне           | 8-4   | 11-2  | 12-3          | 18-4           | 21-0           | 19-1           | 14-3          | 12-2           | 5-2            | 19-3           | 19-3          | 23-2           | 18-1           | 9-2            | 17-3          | 21-2           | 13-3           | 26-1           | 24-3          | 7-0            | 15-2           | 18-4           | 8-2            | 8-3           | 2-2           |         | 367-56         |
| Олимпийские игры       |       |       |               |                |                |                |               |                |                |                |               |                |                |                |               |                |                |                |               |                |                |                |                |               |               |         |                |
| Летние ОИ              | НП    | НП    | -             | Не проводились | Не проводились | Не проводились | -             | Не проводились | Не проводились | Не проводились | 1/4           | Не проводились | Не проводились | Не проводились | П             | Не проводились | Не проводились | Не проводились | 3Р            | Не проводились | Не проводились | Не проводились | Не проводились | -             | НП            | 1 / 3   | 11-2           |
| Итоговый чемпионат WTA |       |       |               |                |                |                |               |                |                |                |               |                |                |                |               |                |                |                |               |                |                |                |                |               |               |         |                |
| Финал WTA              | -     | -     | -             | П              | Ф              | -              | Ф             | -              | -              | Группа         | Группа        | П              | -              | -              | П             | П              | П              | -              | -             | -              | -              | -              | -              | -             | -             | 5 / 9   | 30-6           |
| Кубок БШ               | -     | П     | Не проводился | Не проводился  | Не проводился  | Не проводился  | Не проводился | Не проводился  | Не проводился  | Не проводился  | Не проводился | Не проводился  | Не проводился  | Не проводился  | Не проводился | Не проводился  | Не проводился  | Не проводился  | Не проводился | Не проводился  | Не проводился  | Не проводился  | Не проводился  | Не проводился | Не проводился | 1 / 1   | 3-0            |

#### Женский парный разряд
| Рейтинг в конце года — парный разряд | Рейтинг в конце года — парный разряд | Рейтинг в конце года — парный разряд | Рейтинг в конце года — парный разряд | Рейтинг в конце года — парный разряд |
| ------------------------------------ | ------------------------------------ | ------------------------------------ | ------------------------------------ | ------------------------------------ |
| 1997                                 |                                      |                                      | 121                                  |                                      |
| 1998                                 |                                      |                                      | 36                                   |                                      |
| 1999                                 |                                      |                                      | 10                                   |                                      |
| 2000                                 |                                      |                                      | 54                                   |                                      |
| 2001                                 |                                      |                                      | 54                                   |                                      |
| 2002                                 |                                      |                                      | 25                                   |                                      |
| 2008                                 |                                      |                                      | 28                                   |                                      |
| 2009                                 |                                      |                                      | 3                                    |                                      |
| 2010                                 |                                      |                                      | 11                                   |                                      |
| 2012                                 |                                      |                                      | 31                                   |                                      |
| 2013                                 |                                      |                                      | 63                                   |                                      |
| 2014                                 |                                      |                                      | 133                                  |                                      |
| 2016                                 |                                      |                                      | 31                                   |                                      |
| источник: Рейтинг на сайте WTA       |                                      |                                      |                                      |                                      |

| Турнир                       | 1997           | 1998           | 1999           | 2000  | 2001           | 2002           | 2003           | 2007           | 2008  | 2009           | 2010           | 2012  | 2013           | 2014           | 2016  | 2018  | Итог    | В/П за карьеру |
| ---------------------------- | -------------- | -------------- | -------------- | ----- | -------------- | -------------- | -------------- | -------------- | ----- | -------------- | -------------- | ----- | -------------- | -------------- | ----- | ----- | ------- | -------------- |
| Турниры Большого Шлема       |                |                |                |       |                |                |                |                |       |                |                |       |                |                |       |       |         |                |
| Открытый чемпионат Австралии | -              | 3Р             | 1/2            | -     | П              | -              | П              | -              | 1/4   | П              | П              | -     | 1/4            | -              | -     | -     | 4 / 8   | 36-4           |
| Открытый чемпионат Франции   | -              | -              | П              | -     | -              | -              | -              | -              | -     | 3Р             | П              | -     | 1Р             | -              | 3Р    | 3Р    | 2 / 6   | 18-4           |
| Уимблдонский турнир          | -              | 1Р             | -              | П     | 3Р             | П              | 3Р             | 2Р             | П     | П              | 1/4            | П     | -              | 2Р             | П     | -     | 6 / 12  | 45-6           |
| Открытый чемпионат США       | 1Р             | -              | П              | 1/2   | 3Р             | -              | -              | -              | -     | П              | -              | 3Р    | 1/2            | 1/4            | -     | -     | 2 / 8   | 27-6           |
| Итог                         | 0 / 1          | 0 / 2          | 2 / 3          | 1 / 2 | 1 / 3          | 1 / 1          | 1 / 2          | 0 / 1          | 1 / 2 | 3 / 4          | 2 / 3          | 1 / 2 | 0 / 3          | 0 / 2          | 1 / 2 | 0 / 1 | 14 / 34 |                |
| В/П в сезоне                 | 0-1            | 2-1            | 16-1           | 10-0  | 10-1           | 6-0            | 8-1            | 1-0            | 9-1   | 20-1           | 14-1           | 8-1   | 7-2            | 4-2            | 8-1   | 2-1   |         | 126-20         |
| Олимпийские игры             |                |                |                |       |                |                |                |                |       |                |                |       |                |                |       |       |         |                |
| Летние Олимпийские игры      | Не проводились | Не проводились | Не проводились | П     | Не проводились | Не проводились | Не проводились | Не проводились | П     | Не проводились | Не проводились | П     | Не проводились | Не проводились | 1Р    | НП    | 3 / 4   | 15-1           |
| Итоговый чемпионат WTA       |                |                |                |       |                |                |                |                |       |                |                |       |                |                |       |       |         |                |
| Итоговый чемпионат WTA       | -              | -              | -              | -     | -              | -              | -              | -              | -     | 1/2            | -              | -     | -              | -              | -     |       | 0 / 1   | 0-1            |

#### Смешанный парный разряд
| Турнир                       | 1998  | 1999  | 2012  | Итог  | В/П за карьеру |
| ---------------------------- | ----- | ----- | ----- | ----- | -------------- |
| Турниры Большого Шлема       |       |       |       |       |                |
| Открытый чемпионат Австралии | 1Р    | Ф     | -     | 0 / 2 | 4-2            |
| Открытый чемпионат Франции   | Ф     | -     | 1Р    | 0 / 2 | 5-2            |
| Уимблдонский турнир          | П     | -     | -     | 1 / 1 | 6-0            |
| Открытый чемпионат США       | П     | -     | -     | 1 / 1 | 5-0            |
| Итог                         | 2 / 4 | 0 / 1 | 0 / 1 | 2 / 6 |                |
| В/П в сезоне                 | 16-2  | 4-1   | 0-1   |       | 20-4           |

## Стиль игры и физические данные

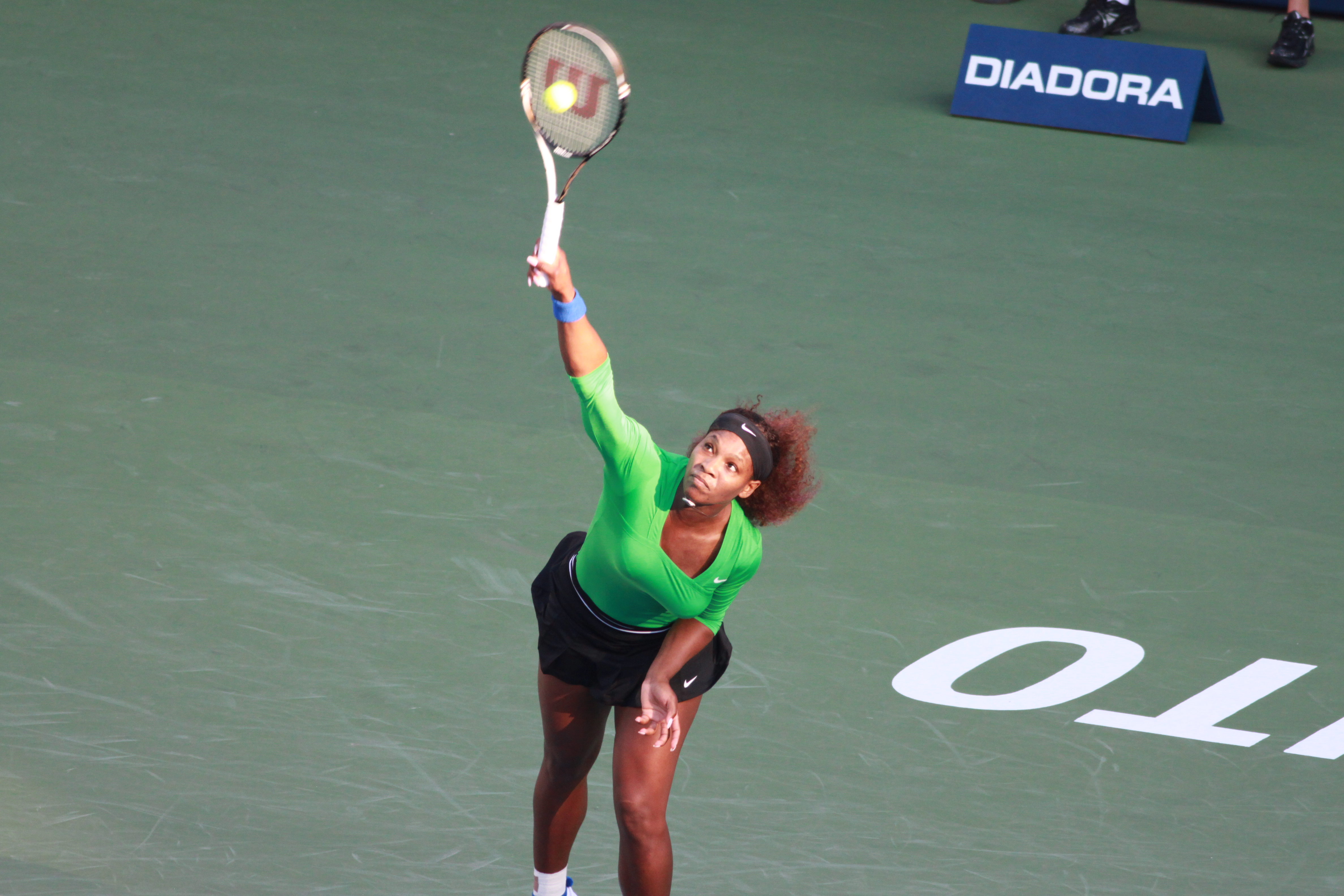
Серена Уильямс на подаче, Открытый чемпионат Канады 2011 года

Как и старшая сестра, Серена Уильямс исповедует силовой стиль, который характеризуется уверенной игрой на задней линии и мощными подачами. На протяжении Уимблдонского турнира 2012 года она дважды улучшала рекорд по количеству подач навылет в женских теннисных матчах, в третьем круге сделав 23 таких подачи, а в полуфинале — 24; всего за турнир она подала навылет 102 мяча, что также стало рекордом. На Открытом чемпионате Австралии 2013 года Серена дважды подавала мяч со скоростью 207 км/ч, что на тот момент было вторым показателем за историю женского тенниса, уступавшим лишь подаче Винус, в 2007 году отправившей мяч на половину соперницы со скоростью 207,6 км/ч. Позже рекорд Винус улучшила Сабина Лисицки, скорость подачи которой в 2014 году составила 210,8 км/ч. Игру младшей Уильямс отличает также высокая психологическая устойчивость — по пути к завоеванию титула на турнирах Большого шлема она трижды отыгрывала матч-болы (в полуфинале Открытого чемпионата Австралии 2003 года против Клейстерс, в полуфинале Открытого чемпионата Австралии 2005 года против Шараповой и в полуфинале Уимблдонского турнира 2009 года против Дементьевой). Этот результат пока никому не удалось превзойти. В финальных матчах турниров Большого шлема у неё также один из самых высоких процентов побед в истории. Такую результативность в финалах также связывают с бескомпромиссностью Серены на корте. Постоянная соперница Уильямс Мария Шарапова в интервью 2013 года назвала Серену «борцом», пояснив: «Всё равно, какой счёт — она хочет выиграть каждый гейм и каждое очко, неважно, проигрывает она на своей подаче или выигрывает на чужой».
Сама Серена Уильямс связывает свою манеру игры со спецификой обучения теннису в детстве. Она уделяет внимание в автобиографии тому факту, что с самого начала играла взрослой ракеткой, даже когда та была размером с неё, и пишет, что эта игра огромной, не по росту, ракеткой наложила отпечаток на её стиль. Она также пишет о том, что отмечаемая комментаторами «умная» игра выработалась у неё в годы, когда она была маленькой для своего возраста девочкой: если Винус с самого начала отличалась высоким ростом, мощным ударом и агрессивной манерой игры, для маленькой Серены единственным спасением до возраста 15-16 лет были свечи, точные удары и затяжная игра на задней линии, изматывавшая соперниц. Умению точно «положить» мяч в намеченное место способствовало и то, что в начале обучения отец настаивал на том, чтобы Винус и Серена полностью сосредоточились на отработке ударов, и их тренировки практически полностью состояли из такой отработки, в отличие от старших сестёр, с которыми родители также занимались тактикой.
Улыбчивая и приветливая в повседневной жизни, на корте Серена обычно становится сосредоточенной и хмурой, но редко злится на публике. После наиболее известного случая этого рода, когда в 2009 году Серена оскорбила судью на линии, ей пришлось предстать перед конгрегацией свидетелей Иеговы, которые вынесли ей порицание. По словам Серены, её саму в этом эпизоде также больше всего беспокоит тот факт, что в непривлекательном свете могла предстать её религия.
В отличие от многих других ведущих теннисисток, отличающихся если не хрупким, то худощавым телосложением (её соперница в борьбе за первое место в рейтинге Жюстин Энен весила всего 56 килограммов), для фигуры Серены характерны намного более внушительные габариты и округлости. Это обстоятельство заставляет журналистов периодически начинать сомневаться в том, что она находится в оптимальной физической форме. Саму Уильямс это раздражает — по её словам, люди просто отказываются понимать, что можно одновременно иметь пышные формы и быть спортивной. По мнению же Седрика Брайанта, вице-президента по науке Американского совета по физической культуре (англ. American council of Exercise), у Серены классическое мезоморфное телосложение, и её крупная фигура с мускулистыми ягодицами и бёдрами идеально подходит для тенниса; по словам Брайанта, для ведущих атлетов индекс массы тела вообще не является хорошим показателем физического здоровья, поскольку не делает различий между жиром и мышечной массой.

## Деятельность за пределами корта
Помимо тенниса, Серена занимается выпуском спортивной одежды (марка Aneres Designs). Она также сотрудничает с фирмами Nike и HSN, разработав для последней линейку сумочек и бижутерии Serena Williams Signature Statement. В годы игровой карьеры значительную часть доходов Уильямс, превышавшую суммы, получаемые от участия в турнирах, она получала от рекламных контрактов с фирмами спортивной одежды и инвентаря, среди которых в разное время были Puma, Reebok и Nike. Уже в 16 лет она заключила свой первый контракт с компанией Puma. Это произошло до того, как Puma запустила в производство собственную линейку теннисной одежды, так что на первых порах Серене подбирали форму индивидуально, позже даже привлекая её саму к дизайну. На разных этапах карьеры она неоднократно привлекала внимание не только своей игрой, но и нарядами на корте. Журнал Shape называет в качестве трёх наиболее запоминающихся нарядов Серены чёрный лайкровый кэтсьют — облегающий комбинезон от фирмы Puma, подчёркивавший её формы на Открытом чемпионате США 2002 года, джинсовую юбку от Nike и ядовито-розовый обтягивающий костюм-боди, продемонстрированный ею в 2011 году.
Рекламные контракты, ставшие результатами не только успехов на корте, но и природного шарма, по словам одного из биографов Серены Джона Салливана, на некоторое время (до появления в теннисе Марии Шараповой) сделали её самой богатой спортсменкой мира. Хотя это звание она утратила (по данным Forbes, в начале второго десятилетия XXI века Серена зарабатывала на рекламных контрактах примерно 12 миллионов в год, тогда как Шарапова — 23, больше, чем Рафаэль Надаль), Уильямс к середине 2014 года оставалась рекордсменкой женского профессионального тенниса по сумме призовых, по этому показателю в свою очередь опережая Шарапову почти вдвое. Помимо фирм спортивной одежды, у Серены заключены контракты с производителями спортивного инвентаря Wilson, тонизирующих напитков Gatorade и лака для ногтей OPI. Капитал Уильямс инвестирован также в команду НФЛ «Майами Долфинс» и фирму-производителя средства от бессонницы Sleep Sheets, а в 2017 году она сначала вошла в совет директоров компании интернет-опросов SurveyMonkey, а затем возглавила международную группу советников компании цифровых технологий Oath — дочерней компании Verizon. Уильямс снялась в американской фантастической комедии «Пиксели» в роли камео. В 2021 году в художественном фильме «Король Ричард», главным героем которого стал Ричард Уильямс, роль Серены в детстве сыграла Деми Синглтон, для исполнения этой роли долгое время тренировавшаяся на корте от полутора до трёх часов ежедневно.
Интересы Уильямс не сфокусированы полностью на теннисе. «Хотела бы я быть такой, как Мартина Навратилова, — упомянула она бывшую первую ракетку мира, не уходившую с корта и в 50 лет. — Но я не такая. Мне нужны другие вещи в жизни. Мне нужно равновесие». Уильямс уделяет время не только модельному бизнесу, но и простым развлечениям, включая посещение кинотеатров и просмотр телепередач (по собственным словам, она поклонница шоу «Топ-модель по-американски»). Именно ленивый образ жизни Серены за пределами корта заставил в своё время Винус взяться за её образование. По инициативе старшей сестры, учившейся в Институте искусств Форт-Лодердейла, Серена также начала посещать курсы в этом колледже. Основной специальностью она, как и Винус, выбрала дизайн модной одежды и, по её словам, очень многому научилась, посещая курсы, но, в отличие от сестры, успешно закончившей институт в 2007 году, официально степени так и не получила. Именно к годам учёбы в Институте искусств относятся первые идеи, в дальнейшем воплощённые в продукции Aneres. С 2011 года Серена — студентка Массачусетского университета в Амхерсте, где учится в рамках программы «Университет без стен».
Заработанные за спортивную карьеру деньги теннисистка удачно инвестировала. Она приобрела, в частности, акции 14 компаний, определяемых как «единороги», — стартапов, за короткое время достигших стоимости в 1 млрд долларов; среди таких компаний были производитель вегетарианских продуктов Impossible Foods и платформа интернет-образования MasterClass. К началу 2025 года состояние Уильямс оценивалось в 340 млн долларов. Среди предприятий, в которые вложены её средства — ряд спортивных клубов; среди прочего, она была одним из основных владельцев клуба «Эйнджел Сити», выступающего в Национальной женской футбольной лиге, и клуба «Торонто Темпо» — первой канадской команды в Женской НБА.
Серена Уильямс активно занимается благотворительностью. Среди её проектов две средних школы в Кении (первая открылась в 2008, вторая — в 2010 году), а также школа в Сенегале, открытие которой она спонсировала после своей первой благотворительной поездки в Африку в конце 2006 года; в США Уильямс выплачивает стипендии студентам колледжей. В частности, стипендию имени Етунды Прайс, идущую на обучение медсестёр, оплачивает благотворительный Фонд Серены Уильямс, в который идут доходы от разработанной совместно с компанией Mission Skin Care гигиенической губной помады. Этот фонд также спонсирует строительство школ, в том числе на Ямайке. В сентябре 2018 года Серена Уильямс приняла участие в благотворительном проекте I Touch Myself Project, в рамках которого спела топлес, прикрыв грудь руками, с целью призвать женщин заботиться о здоровье женской груди и предупредить рак молочной железы.
Уильямс ведёт блог в Instagram. По данным издания Sports.ru, на декабрь 2022 года Серена имела 16 миллионов подписчиков и была самой популярной теннисисткой в этой соцсети.

### Комментарии
1. ↑  Серена упоминала о своих взглядах и в 2002, и в 2009, и в 2015 году[14]. В 2017 году она заявила, что «никогда по-настоящему это не практиковала», но теперь хочет в это углубиться[26], а на следующий год рассказала, что придерживается некоторых обычаев свидетелей Иеговы (например, что её дочь Олимпия по религиозным убеждениям не отмечает дни рождения)[14][27].